# Història de Finlàndia

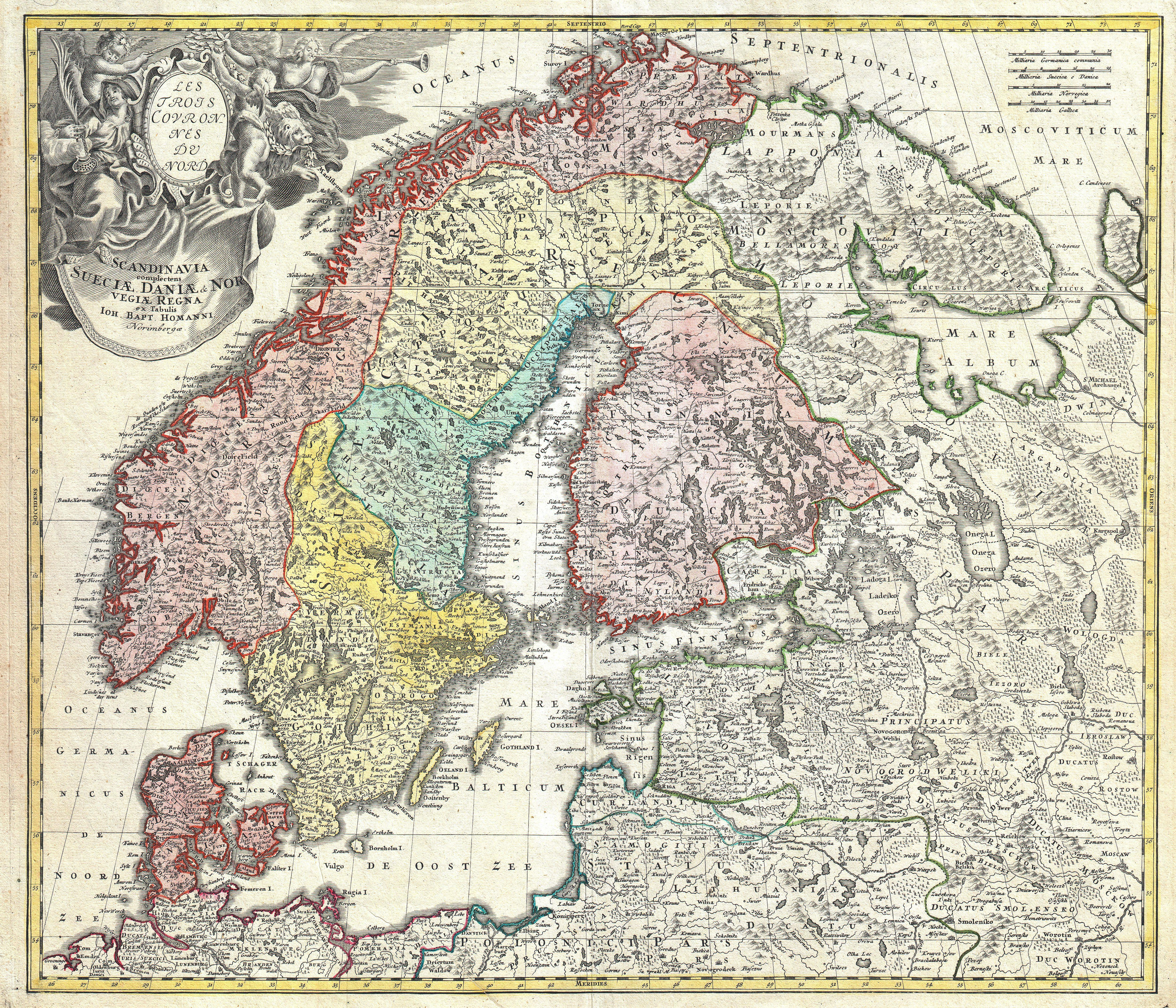
Mapa de Homann de la península escandinava i Fennoscàndia amb els seus territoris circumdants: el nord d'Alemanya, el nord de Polònia, la regió bàltica, Livònia, Belarús i parts del nord-oest de Rússia. Johann Baptist Homann (1664–1724) va ser un geògraf i cartògraf alemany; mapa datat cap al 1730.

La història de Finlàndia comença cap al 9.000 aC durant el final de l'últim període glacial. Les cultures de l'edat de pedra foren les de Kunda, ceràmica de la pinta, ceràmica cordada, Kiukainen i Pöljä. L'edat del bronze finlandesa va començar aproximadament l'any 1.500 aC i l'edat del ferro va començar l'any 500 aC i va durar fins a l'any 1.300 dC. Les cultures finlandeses de l'edat del ferro es poden separar en cultures finlandeses pròpiament dites, tavastianes i carelianes. Les primeres fonts escrites que esmenten Finlàndia comencen a aparèixer a partir del segle xii, quan l'Església Catòlica va començar a implantar-se al sud-oest de Finlàndia.
A causa de les croades del nord i la colonització sueca d'algunes zones costaneres finlandeses, la major part de la regió va passar a formar part del Regne de Suècia i el reialme de l'Església Catòlica a partir del segle xiii. Després de la guerra de Finlàndia el 1809, Finlàndia va ser cedida a l'Imperi Rus (excloent les zones de l'actual Suècia del Nord on es parlen els dialectes meänkieli del finès), un fet que convertí aquesta zona en el Gran Ducat de Finlàndia, amb predomini de la religió luterana.
El nacionalisme finlandès va sorgir al segle XIX. Es va centrar en les tradicions culturals finlandeses, el folklore i la mitologia, inclosa la música i, especialment, les altament distintives lletres i llengua associades. Un producte d'aquesta època va ser el Kalevala, una de les obres més significatives de la literatura finesa. La catastròfica fam finlandesa de 1866-1868 fou seguida d'una regulació econòmica suau i d'una extensa emigració.
Després de la revolució de Febrer de 1917 a l'imperi Rus, Finlàndia va obtenir novament la seva autonomia i un Senat, o govern de coalició, va assumir el govern del país. Per una llei de juliol de 1917 es va decidir que tota l'autoritat que abans exercia l'emperador (a part de la defensa i la política exterior) havia de ser exercida pel Parlament finlandès. Després de la revolució d'Octubre de 1917 i la presa de Rússia pels bolxevics el Parlament finès va emetre una declaració d'independència el 6 de desembre de 1917, que va ser reconeguda per Lenin i el seu govern el 31 de desembre. Estònia, Letònia, Lituània i Ucraïna van declarar la seva independència en el mateix període. Uns mesos més tard es va produir una guerra civil entre la Guàrdia Roja finlandesa i la Guàrdia Blanca, amb victòria dels blancs finlandesos durant la primavera de 1918. Després que els afers interns s'estabilitzessin, l'economia, encara principalment agrària, va créixer amb relativa rapidesa. Les relacions amb Occident, especialment Suècia i Gran Bretanya, eren fortes, però les tensions es mantingueren amb la Unió Soviètica. Durant la Segona Guerra Mundial, Finlàndia va lluitar dues vegades contra la Unió Soviètica, defensant primer la seva independència a la Guerra d'Hivern i després envaint la Unió Soviètica a la Guerra de Continuació. En l'acord de pau Finlàndia va acabar cedint una gran part de Carèlia i algunes altres zones a la Unió Soviètica. Tanmateix, Finlàndia va continuar sent una democràcia independent al nord d'Europa.
En la segona meitat de la seva història independent, Finlàndia ha mantingut una economia mixta. Des del seu auge econòmic posterior a la Segona Guerra Mundial a la dècada de 1970, el PIB per càpita de Finlàndia ha estat un dels més alts del món. L'ampliació de l'estat del benestar de Finlàndia dels anys 1970 i 1990 va augmentar els empleats del sector públic i la despesa i la càrrega fiscal imposada als ciutadans. El 1992, Finlàndia es va enfrontar simultàniament a un sobreescalfament econòmic i a la depressió dels mercats occidentals, russos i locals. Finlàndia es va unir a la Unió Europea el 1995, i va substituir el marc finès per l'euro el 2002. Segons una enquesta de 2016, el 61% dels finlandesos preferia no unir-se a l'OTAN.

## Edat de pedra

El llac Ancylus va cobrir gran part de Finlàndia (7.500-6.000 aC)

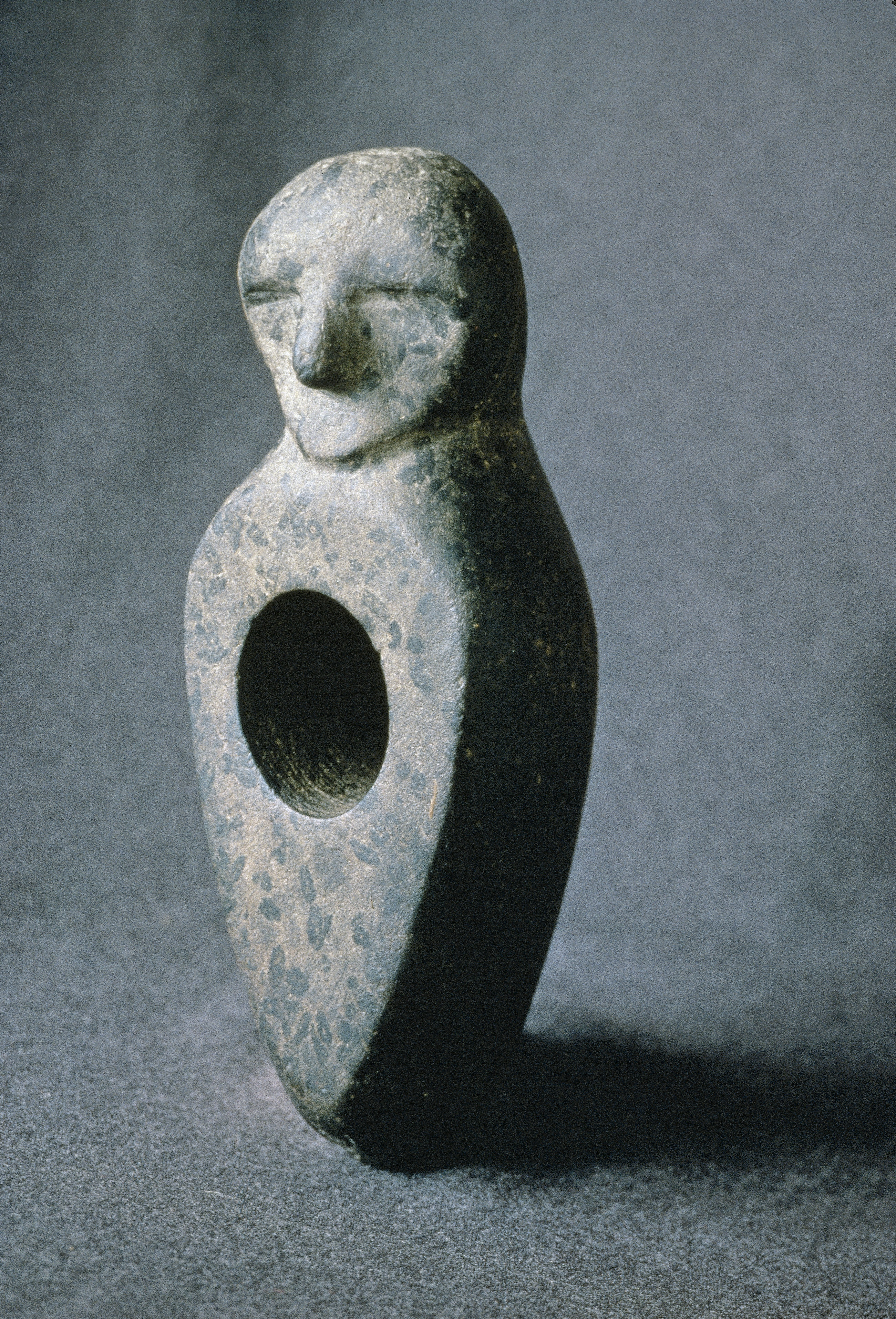
Destral de pedra de l'edat de pedra, gravada amb un rostre humà, trobada a Kiuruvesi.

### Paleolític
En cas de confirmar-se, el jaciment arqueològic més antic de Finlàndia seria la Cova del Llop de Kristinestad, a Ostrobòtnia. El jaciment seria l'únic preglacial (neandertal) descobert fins ara als països nòrdics, i té una antiguitat aproximada de 125.000 anys.

### Mesolític

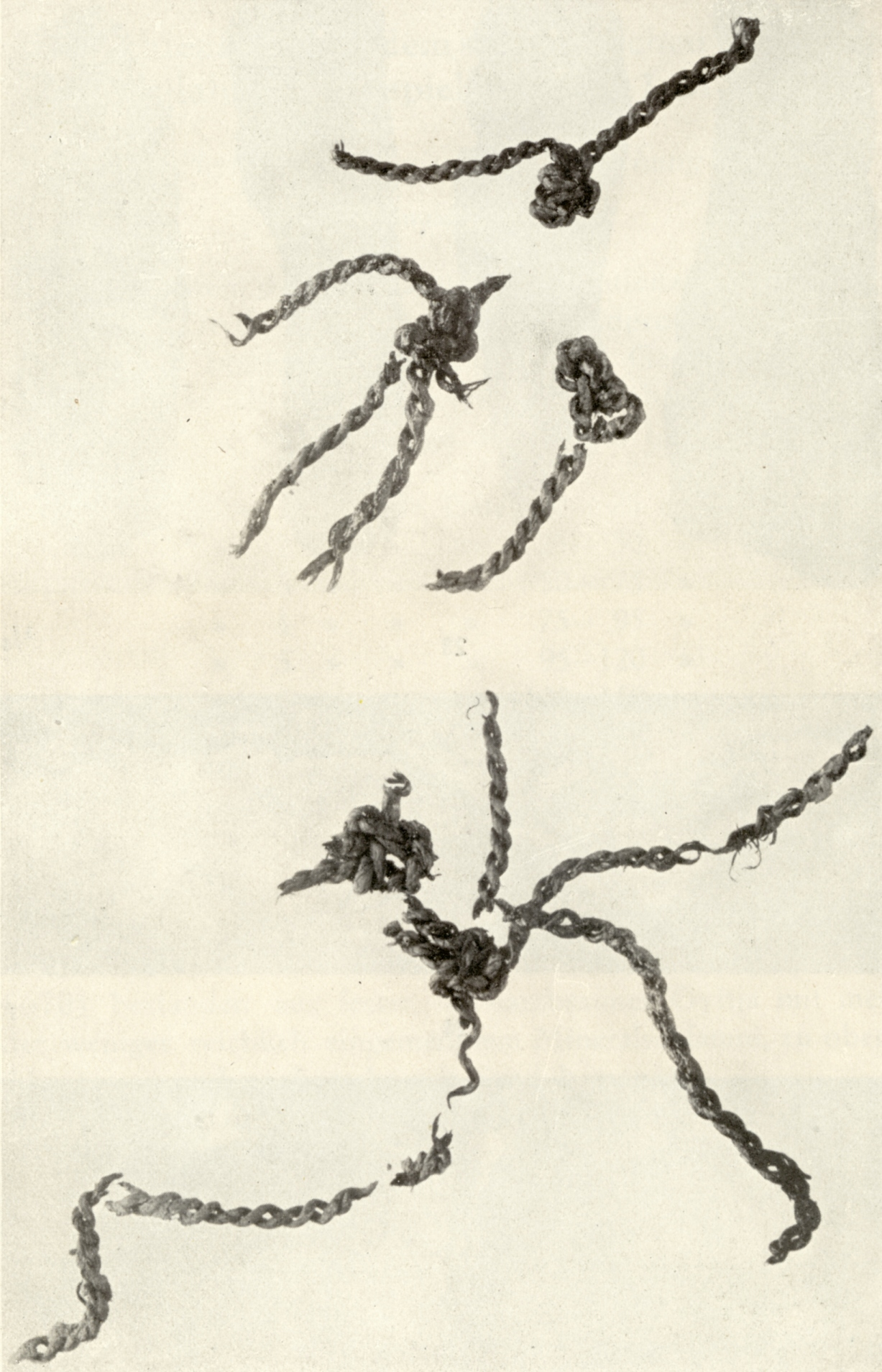
Trossos de la xarxa d'Antrea (8.300 aC), la xarxa de pesca més antiga coneguda del món.

L'última edat de gel a la zona de l'actual Finlàndia va acabar cap a l'any 9000 aC. A partir d'aquella època, la gent va emigrar a la zona de Finlàndia des del sud i el sud-est. La seva cultura representava una barreja de les cultures de Kunda, Butovo i Veretje. Alhora, el nord de Finlàndia fou habitat a través de la costa de Noruega.
Les evidències més antigues confirmades d'assentaments humans postglacials a Finlàndia són de la zona de Ristola a Lahti i d'Orimattila, de c. 8900 aC. Finlàndia ha estat habitada de forma continuada almenys des del final de l'última glaciació, fins a l'actualitat. Els primers habitants postglacials de la zona actual de Finlàndia eren probablement caçadors-recol·lectors estacionals. Entre les troballes hi ha la xarxa d'Antrea, la xarxa de pesca més antiga de la qual es té constància (datació per carboni calibrada: aprox. 8300 aC).

### Neolític
Cap al 5300 aC, la ceràmica estava present a Finlàndia. Les primeres mostres pertanyen a les cultures de la ceràmica de la pinta, conegudes pels seus distintius patrons de decoració. Això marca l'inici del Neolític a Finlàndia, encara que la subsistència seguia basant-se en la caça i la pesca. Durant el mil·lenni V aC. hi havia àmplies xarxes d'intercanvi entre Finlàndia i el nord-est d'Europa. Per exemple, el sílex d'Escandinàvia i dels turons de Valdai, l'ambre d'Escandinàvia i de la regió bàltica i la pissarra d'Escandinàvia i del llac Onega van arribar als jaciments arqueològics finlandesos, mentre que l'asbest i la pedra sabonosa de Finlàndia (per exemple, la zona de Saimaa) es van trobar a altres regions. S'han trobat pintures rupestres -aparentment relacionades amb sistemes de creences xamàniques i totèmiques-, especialment a l'est de Finlàndia, per exemple, a Astuvansalmi.

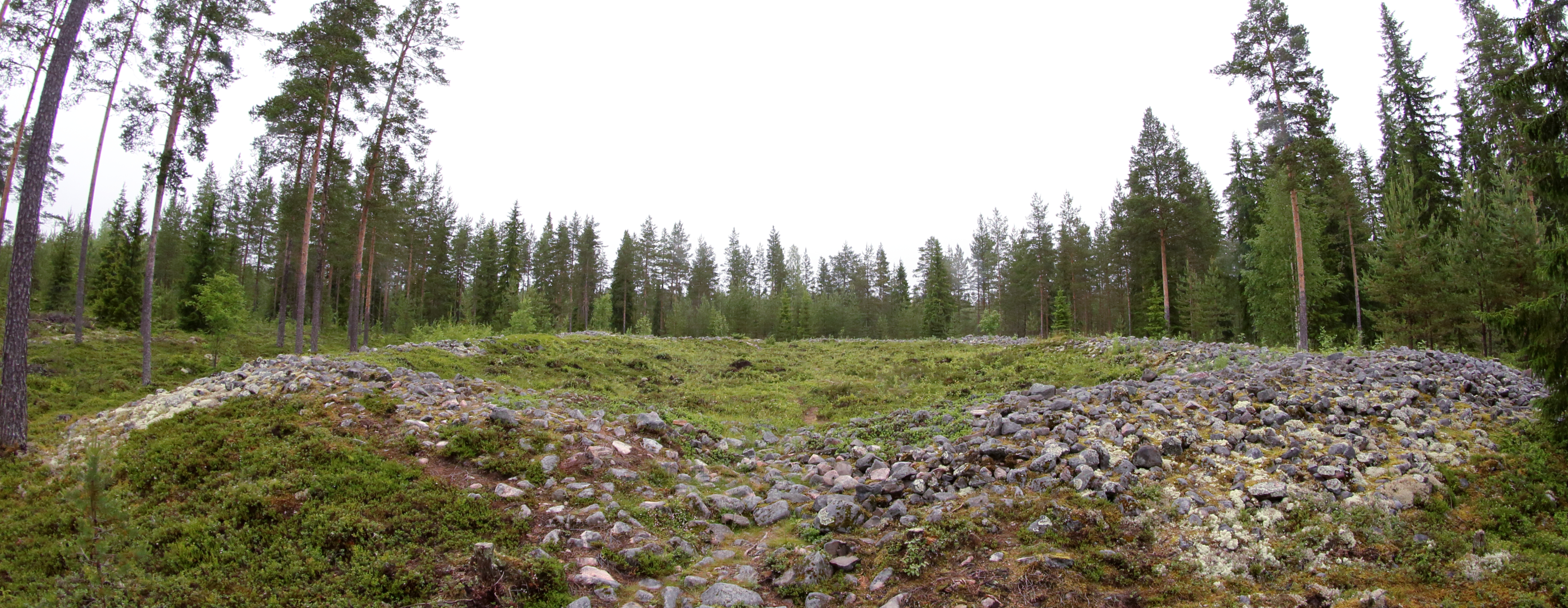
Església de gegant de Kastelli a Pattijoki, pertanyent a la ceràmica de Pöljä

Entre el 3500 i el 2000 aC, es van construir recintes monumentals de pedra col·loquialment coneguts com a esglésies de gegants (finès: Jätinkirkko) a la regió d'Ostrobòtnia. El propòsit d'aquests tancaments és desconegut.
En els darrers anys, una excavació al jaciment de Kierikki al nord d'Oulu al riu Iijoki ha canviat la imatge de la cultura neolítica finlandesa de l'edat de pedra. El lloc havia estat habitat durant tot l'any i els seus habitants comerciaven molt. La cultura de Kierikki també es considera un subtipus de la cultura de la ceràmica de la pinta. Bona part del jaciment s'excava anualment.
A partir del 3200 aC, al sud-oest de Finlàndia es van establir immigrants o una forta influència cultural del sud del golf de Finlàndia. Aquesta cultura formava part de les cultures de la destral de guerra europees, que sovint s'han associat amb el moviment dels parlants indoeuropeus. La cultura de la destral de guerra o la de la ceràmica cordada, semblen haver practicat l'agricultura i la ramaderia fora de Finlàndia, però els primers vestigis confirmats d'agricultura a Finlàndia daten d'una època posterior, aproximadament del mil·lenni II aC. Més cap a l'interior, les societats van conservar de moment els seus estils de vida de caça i recol·lecció.
Les cultures de la destral de guerra i de la ceràmica de la pinta es van fusionar finalment, i van donar lloc a la cultura de Kiukainen que va existir entre el 2300 aC i el 1500 aC, i era fonamentalment una tradició de la ceràmica de pinta amb característiques de la ceràmica de la corda.

## Edat del bronze
L'edat del bronze va començar en algun moment després del 1500 aC. Les regions costaneres de Finlàndia formaven part de la cultura nòrdica del bronze, mentre que a les regions de l'interior les influències procedien de les cultures que utilitzaven el bronze al nord i l'est de Rússia.

## Edat del ferro
Es considera que l'edat del ferro a Finlàndia va durar des del c. 500 aC fins c. 1300 dC. Els registres escrits de Finlàndia es van fer més comuns a causa de les Croades del Nord dirigides per l'Església Catòlica als segles XII i XIII. Com que l'edat del ferro finlandesa va durar gairebé dos mil·lennis, es divideix a més en sis subperíodes:
- Època preromana: 500 aC – 1 aC
- Època romana: 1 dC – 400 dC
- Període de migració: 400 dC – 575 dC
- Període merovingi: 575 dC – 800 dC
- Època vikinga: 800 dC – 1025 dC
- Període de croada: 1033 dC – 1300 dC

Queden molt pocs registres escrits de Finlàndia o de la seva gent en qualsevol llengua de l'època. Les fonts escrites són d'origen estranger, que inclouen la descripció dels Fenni de Tàcit a la seva obra Germània, les pedres rúniques, les sagues escrites per Snorri Sturluson, així com les cartes apostòliques del Papa dels segles XII i XIII. Nombroses altres fonts des de l'època romana en endavant contenen breus mencions d'antics reis finlandesos i topònims, com ara definint Finlàndia com a regne i assenyalant la cultura de la seva gent.
La menció més antiga que es conserva de la paraula Suomi ("Finlàndia" en finès) es troba als anals del Regne Franc escrits entre el 741 i el 829. L'any 811, els anals esmenten una persona anomenada Suomi en relació amb un acord de pau.
Actualment, els documents escandinaus més antics coneguts que esmenten Finlàndia són dues pedres rúniques: Söderby, Suècia, amb la inscripció finlont (U 582), i Gotland amb la inscripció finlandi (G 319) que data del segle xi. Tanmateix, com suggereix el llarg continuum de l'edat del ferro finlandesa fins al període històric medieval d'Europa, la font principal d'informació de l'època a Finlàndia es basa en les troballes arqueològiques i les aplicacions modernes de mètodes científics naturals com els de l'anàlisi de l'ADN o lingüística computacional.
La producció de ferro durant l'edat del ferro finlandesa es va adoptar de les cultures veïnes de l'est, l'oest i el sud més o menys al mateix temps que apareixen els primers artefactes de ferro importats. Això va passar gairebé simultàniament a diverses parts del país.

### Període preromà: 500 aC – 1 aC
El període preromà de l'edat del ferro finlandesa és el més escàs en troballes, però les conegudes suggereixen que ja s'havien establert connexions culturals amb altres cultures bàltiques. Les troballes arqueològiques de Pernaja i Savukoski aporten proves d'aquest argument. Molts dels llocs d'habitatge de l'època són els mateixos que els del Neolític. La major part del ferro de l'època es produïa in situ.

### Època romana: 1 dC – 400 dC
El període romà va comportar una afluència d'artefactes importats de ferro (i altres) com copes i bols de vi romans, així com diverses monedes de l'Imperi. Durant aquest període la cultura (proto) finlandesa es va estabilitzar a les regions costaneres i els cementiris més grans esdevenen habituals. La prosperitat dels finlandesos va augmentar al nivell que la gran majoria dels tresors d'or trobats a Finlàndia es remunten a aquest període.

### Període de migració: 400 dC – 575 dC
En el període de migració es va produir l'expansió del cultiu de la terra cap a l'interior, especialment al sud de Bòtnia, i la creixent influència de les cultures germàniques, tant en artefactes com espases i altres armes com en costums funeraris. Amb tot i això, la major part del ferro, així com la seva forja, era d'origen domèstic, probablement de ferro de pantà.

### Període merovingi: 575 dC – 800 dC
El període merovingi a Finlàndia va donar lloc a una cultura pròpia d'artesania fina, visible a les decoracions originals de les armes i joies de producció nacional. Tot i això, les armes més luxoses s'importaven d'Europa Occidental. Els primers enterraments cristians són també de la darrera part d'aquesta època. A les troballes dels enterraments de Leväluhta es va pensar originalment que l'alçada mitjana d'un home era de només 158 cm i la d'una dona de 147 cm, però les investigacions recents han corregit aquestes xifres a l'alça i han confirmat que les persones enterrades a Leväluhta tenien una altura mitjana per a l'època a Europa.
Troballes recents suggereixen que les connexions comercials finlandeses ja es van fer més actives durant el segle viii, i portaren amb elles una afluència de plata als mercats finlandesos. L'obertura de la ruta oriental a Constantinoble a través de l'arxipèlag de la costa meridional de Finlàndia va aportar artefactes àrabs i romans d'Orient a les troballes de les excavacions de l'època.
Les primeres troballes de fulles de ferro importades i treball local del ferro apareixen l'any 500 aC. A partir de l'any 50 dC, hi ha indicis d'un intercanvi de mercaderies a llarga distància més intens a la costa de Finlàndia. Els habitants intercanviaven els seus productes, presumiblement majoritàriament pells, per armes i ornaments amb els bàltics i els escandinaus, així com amb els pobles de les rutes comercials tradicionals de l'est. L'existència d'enterraments ricament ornats, generalment amb armes, suggereix que hi havia una elit principalment al sud i l'oest del país. Els castres es van estendre per la major part del sud de Finlàndia al final de l'edat del ferro i principis de l'edat mitjana. No hi ha proves comunament acceptades de les primeres formacions d'estats a Finlàndia, i els orígens de la urbanització, presumiblement de l'edat del ferro, estan en disputa.

### Cronologia de les llengües a Finlàndia
La qüestió de la cronologia de l'evolució i la difusió de les llengües finlandeses actuals és controvertida i s'han introduït contínuament noves teories que qüestionen les més antigues.
Segons l'opinió generalitzada,les llengües ugrofineses (la branca occidental de les uralianes) es van parlar per primera vegada a Finlàndia i les zones adjacents durant el període de la ceràmica de la pinta, a tot tardar cap al 4000 aC. Durant el mil·lenni II aC, aquestes llengües van evolucionar -possiblement sota la influència indoeuropea (molt probablement bàltica)- cap al protosami (a l'interior) i el protofinès (a la costa). Per contra, A. Aikio i K. Häkkinen proposen que les llengües ugrofineses van arribar a la zona del Golf de Finlàndia al voltant de l'any 2000 aC. o més tard a l'edat del bronze, com a resultat d'una expansió de les llengües uràliques de principis de l'edat del bronze possiblement relacionada amb el fenomen Seima-Turbino.Això implicaria també que les llengües ugrofineses de Finlàndia foren precedides per una llengua indoeuropea del nord-oest, almenys en la mesura que aquesta última pot associar-se amb la cultura de la ceràmica de la corda, així com per llengües paleoeuropees fins ara desconegudes.Es postula que el centre d'expansió de la llengua protofinesa es va situar a la costa meridional del Golf de Finlàndia. Es creu que la llengua finlandesa va començar a diferenciar-se durant l'edat del ferro, a partir dels primers segles de l'era comú.
A les troballes arqueològiques finlandeses, des dels primers assentaments, s'aprecien influències culturals de diversos llocs. Per exemple, les troballes arqueològiques de la Lapònia finlandesa suggereixen la presència de la cultura de Komsa de Noruega. Les troballes de Sujala, que tenen la mateixa antiguitat que els primers artefactes de Komsa, també poden suggerir una connexió amb la cultura swideriana. El sud-oest de Finlàndia va pertànyer a l'edat del bronze nòrdica, que pot estar associada a les llengües indoeuropees i, segons el germanista finlandès Jorma Koivulehto, als parlants de protogermànic en particular. Els artefactes trobats a Kalanti i la província de Satakunta, que durant molt de temps han estat monolingües finlandeses, i els seus topònims han fet que diversos estudiosos defensin l'existència d'un component de població de parla protogermànica una mica més tard, durant l'edat del ferro primerenca i mitjana.
La colonització sueca de les illes Åland, l'arxipèlag de Turku i Uusimaa podria haver començat al segle xii, però va arribar al seu apogeu als segles XIII i XIV, quan també va afectar les regions orientals d'Uusimaa i Pohjanmaa. Les troballes arqueològiques de les illes Åland d'aquella època tenen un caràcter més clarament suec que a la resta del país, cosa que pot suggerir assentaments de persones procedents d'Escandinàvia. Els topònims suecs més antics de Finlàndia són d'aquest període així com la població de parla sueca de Finlàndia.

## Finlàndia sota domini suec

### Edat mitjana

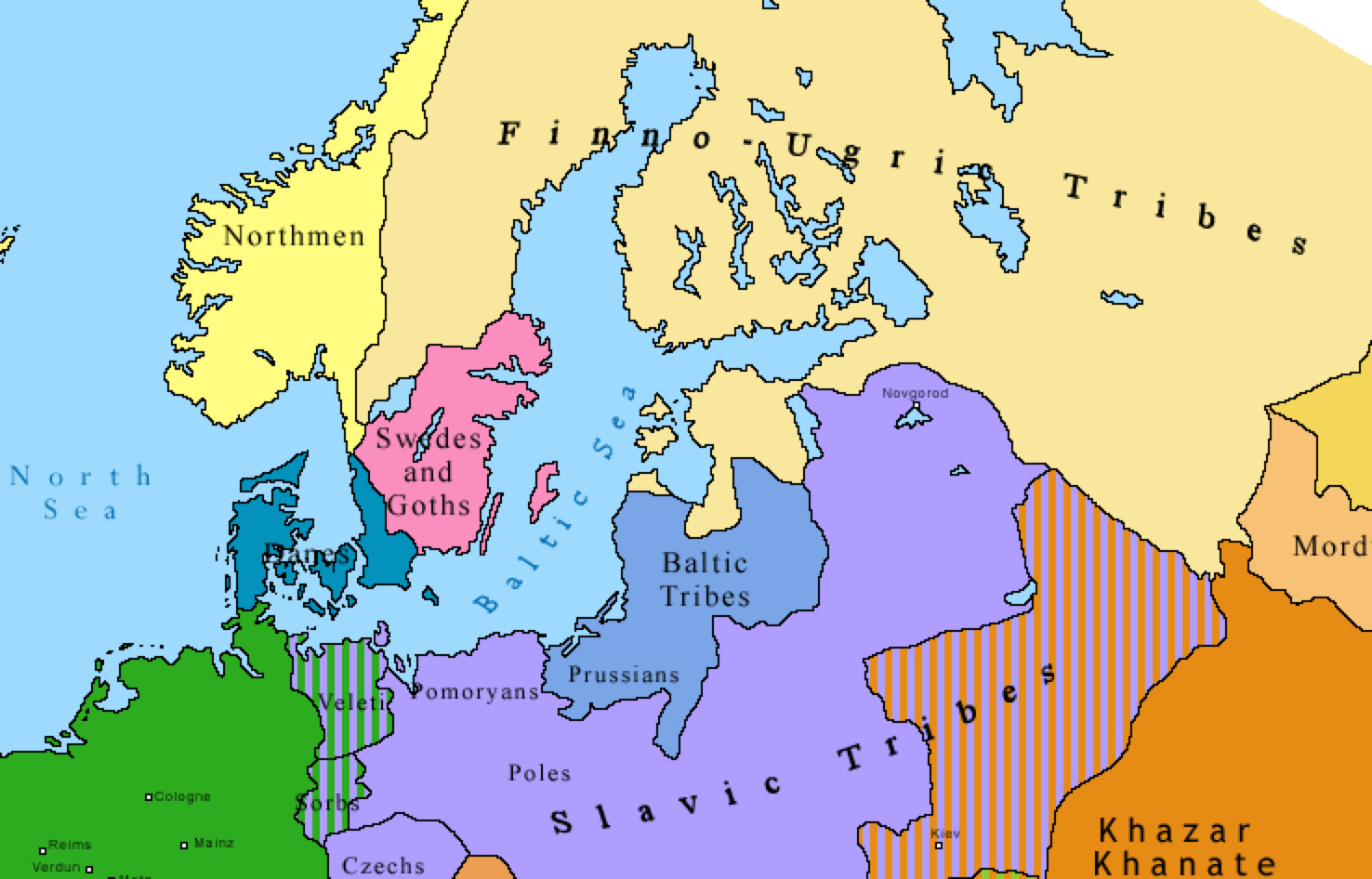
Nord d'Europa l'any 814

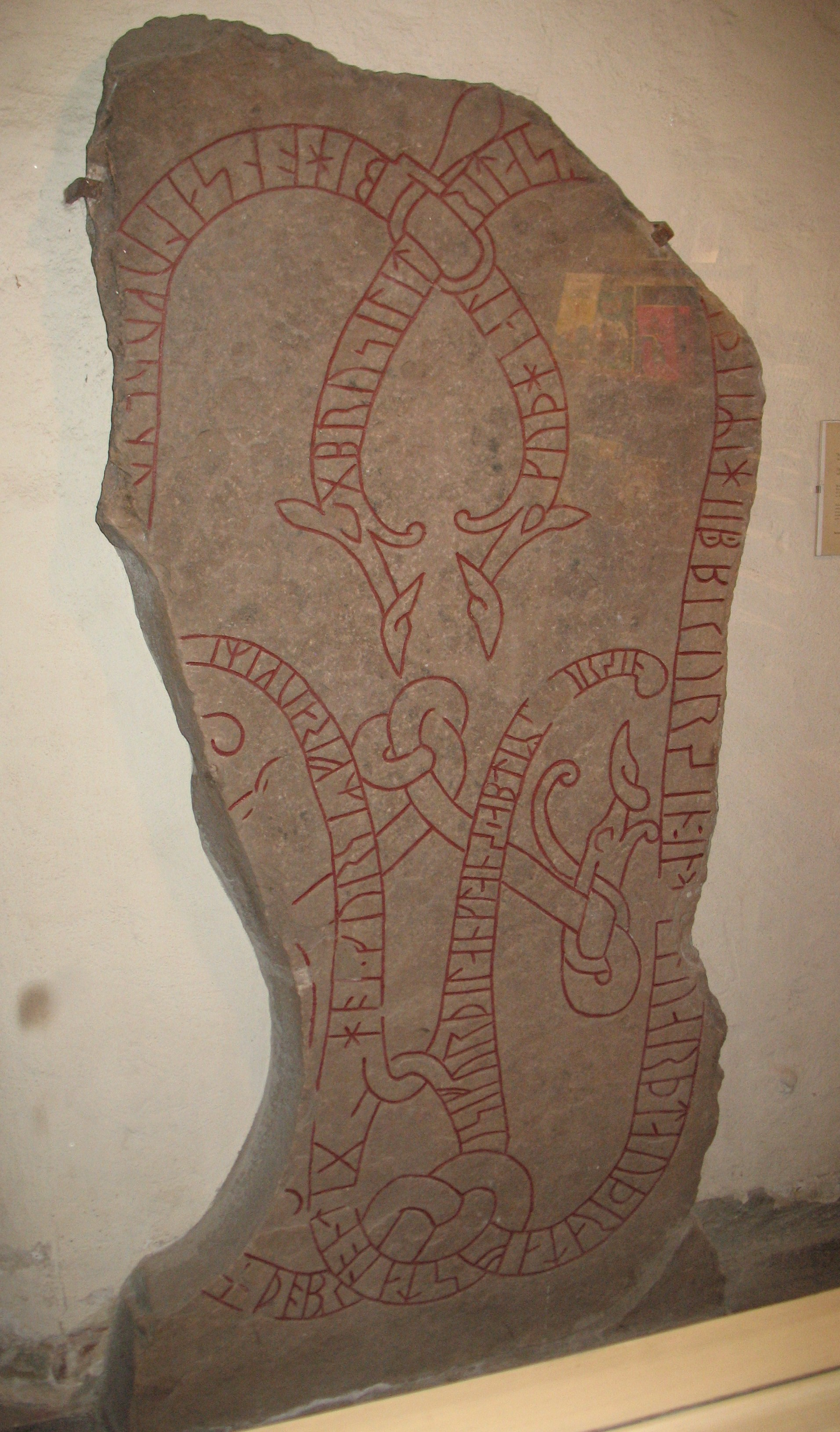
La pedra rúnica Gs 13 documenta un viking suec de principis del segle XI que va morir a Finlàndia.

El contacte entre Suècia i el que ara és Finlàndia va ser considerable fins i tot durant l'època precristiana; els vikings eren coneguts pels finlandesos per la seva participació tant en el comerç com en el saqueig. Hi ha possibles evidències d'un assentament viking al continent finlandès. Les illes Åland probablement van tenir un assentament suec durant el període viking. Tanmateix, alguns estudiosos afirmen que l'arxipèlag va quedar desert durant el segle xi. Segons les troballes arqueològiques, el cristianisme es va consolidar a Finlàndia durant el segle xi. Segons els pocs documents escrits que han sobreviscut, l'església de Finlàndia encara es trobava en el seu primer desenvolupament al segle XII. Les llegendes medievals posteriors de finals del segle xiii descriuen els intents suecs de conquerir i cristianitzar Finlàndia a mitjans de la dècada del 1150.
A principis del segle xiii, el bisbe Tuomas es va convertir en el primer bisbe conegut de Finlàndia. Hi havia diversos poders seculars que pretenien posar les tribus finlandeses sota el seu domini. Aquests eren Suècia, Dinamarca, la República de Nóvgorod al nord-oest de Rússia, i probablement també els ordes de les croades alemanyes. Els finlandesos tenien els seus propis caps, però el més probable és que no hi hagués una autoritat central. En aquesta època es poden distingir tres àrees culturals o tribus a Finlàndia: els finlandesos, els tavastians i els carelians. Les cròniques russes indiquen que va haver-hi diversos conflictes entre Nóvgorod i les tribus finlandeses des del segle XI o XII fins a principis del xiii.
Va ser el regent suec, Birger Magnusson, qui suposadament va establir el domini suec a Finlàndia a través de la segona croada sueca, datada gairebé sempre el 1249. La Crònica d'Eric, l'única font que narra la croada, descriu que aquesta anava dirigida contra els tavastians. Una carta papal del 1237 afirma que els tavastians havien abandonat el cristianisme per tornar a la seva antiga fe ètnica.
Nóvgorod va prendre el control de Carèlia el 1278, regió habitada per parlants de dialectes finlandesos orientals. No obstant això, Suècia va aconseguir el control de Carèlia occidental amb la tercera croada sueca el 1293. A partir de llavors, els carelians occidentals es consideraren part de l'esfera cultural occidental, mentre que els orientals es van girar culturalment cap a Rússia i l'ortodòxia. Tot i que els carelians orientals segueixen estant lingüísticament i ètnicament emparentats amb els finlandesos, en general se'ls considera un poble a part.Així, la part nord de la frontera entre el cristianisme catòlic i l'ortodox va passar a situar-se a la frontera oriental del que seria Finlàndia amb el tractat de Nöteborg amb Nóvgorod el 1323.
Durant el segle xiii, Finlàndia es va integrar a la civilització europea medieval. L'orde dels dominics va arribar a Finlàndia cap al 1249 i va arribar a exercir una gran influència al país. A principis del segle xiv apareixen els primers registres d'estudiants finlandesos a la Sorbona. Al sud-oest del país, a Turku, es va desenvolupar gradualment una comunitat urbana. Turku era una de les ciutats més grans del Regne de Suècia, i entre la seva població hi havia comerciants i artesans alemanys. D'altra banda, el grau d'urbanització era molt baix a la Finlàndia medieval. El sud de Finlàndia i la llarga zona costanera del golf de Bòtnia comptaven amb un escàs nombre d'assentaments agrícoles, organitzats com a parròquies i castlanies. A les altres zones del país hi vivia una petita població de caçadors, pescadors i agricultors sami. Durant els segles XII i XIII, un gran nombre de colons suecs es van traslladar a les costes sud i nord-oest de Finlàndia, a les illes Åland i a l'arxipèlag entre Turku i les illes Åland. En aquestes zones del país, el suec es va convertir en dominant i es parla àmpliament fins i tot avui dia. A més, a causa de la supremacia sueca, el suec es va convertir en la llengua de la classe dirigent també a altres parts del país, i tenia un estatus superior al finès.
El nom "Finlàndia", suec: Finland, s'utilitzava originàriament només per a la província del sud-oest, que es coneix com a "Finlàndia Pròpia", suec: Egentliga Finland ("Finlàndia del sud-oest") des del segle xviii. Österland ("Terres de l'est") era originàriament el nom de la zona més oriental sota el domini suec, però ja al segle xv, Finlàndia va començar a ser sinònim d'Österland. La percepció d'un "país" finlandès va sorgir lentament en el període comprès entre els segles XV i XVIII.

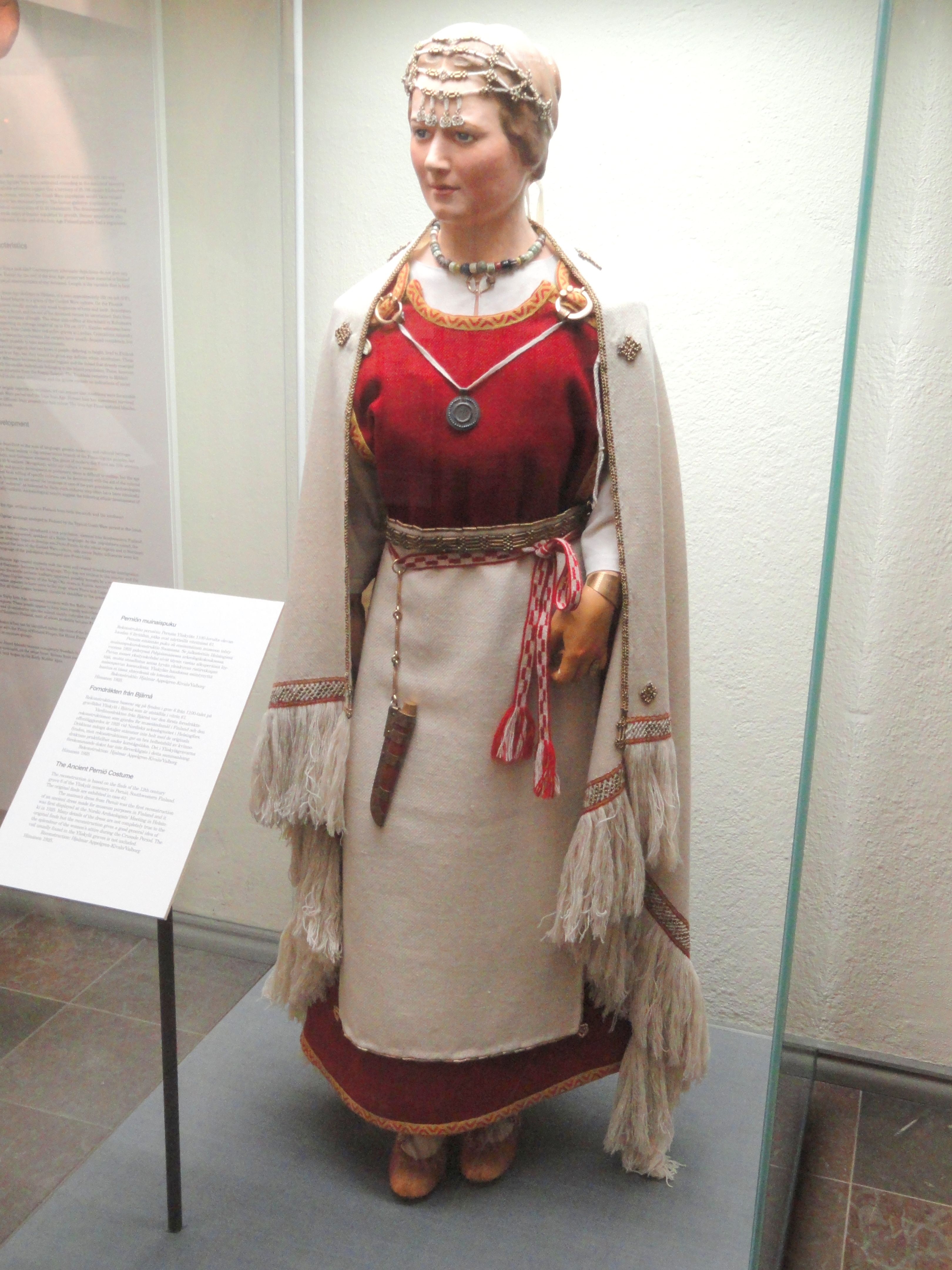
Reconstrucció d'un vestit de Perniö del segle XII

Durant el segle xiii es va establir el bisbat de Turku. La catedral de Turku era el centre del culte a Sant Enric d'Uppsala i, naturalment, el centre cultural del bisbat. El bisbe tenia autoritat eclesiàstica sobre gran part de la Finlàndia actual, i normalment era l'home més poderós d'allà. Els bisbes eren sovint finlandesos, mentre que els comandants dels castells solien ser nobles escandinaus o alemanys. El 1362, els representants de Finlàndia van ser convocats per participar en les eleccions a rei de Suècia. Per això, se sol considerar aquest any com el de la incorporació de Finlàndia al Regne de Suècia. Igual que a la part escandinava del regne, l'alta burgesia o la noblesa (inferior) estava formada per magnats i vassalls que podien permetre's l'armament d'un home i cavall; aquests es concentraven a la part sud de Finlàndia.
La ciutat fortificada de Víborg (rus: Вы́борг, finès: Viipuri, suec: Viborg) vigilava la frontera oriental de Finlàndia. Suècia i Nóvgorod van signar el tractat de Nöteborg (Pähkinäsaari en finès) el 1323, però això no va durar gaire. El 1348 el rei suec Magnus Eriksson va organitzar una croada fallida contra els "heretges" ortodoxos, amb la qual només va aconseguir alienar els seus partidaris i perdre la corona. Els punts de conflicte entre Suècia i Nóvgorod eren la costa septentrional del golf de Bòtnia i les regions salvatges de Savo, a l'est de Finlàndia. Nóvgorod les considerava zones de caça i pesca dels seus súbdits carelians, i protestava contra la lenta infiltració de colons catòlics procedents de l'oest. A finals del segle xiv i durant el XV es van produir incursions i enfrontaments ocasionals entre suecs i novgorodians, però durant la major part del temps va prevaldre una pau incòmoda.
A la dècada de 1380, es va desencadenar una guerra civil a Suècia, que també va provocar disturbis a Finlàndia. La vencedora de la contesa va ser la reina Margarida I de Dinamarca, que va unir els tres regnes escandinaus de Dinamarca, Noruega i Suècia sota el seu domini (la Unió de Kalmar) el 1389. Els següents 130 anys, aproximadament, van estar marcats pels intents de ruptura de la unió per part de diversos grups suecs. Finlàndia es va veure de vegades involucrada, però en general el segle xv sembla haver estat una època raonablement pròspera al país, marcada pel creixement de la població i el desenvolupament econòmic. No obstant això, cap al final del segle, la situació a la frontera oriental es va tornar més tensa. El Gran Ducat de Moscou va conquerir Nóvgorod i va intentar aplanar el camí per a la unificació de Rússia, i aviat van sorgir conflictes amb Suècia. El 1495-97 es va lliurar una guerra entre Rússia i Suècia. La ciutat fortificada de Víborg va resistir un setge rus i, segons una llegenda contemporània, es va salvar de miracle.

### Segle XVI

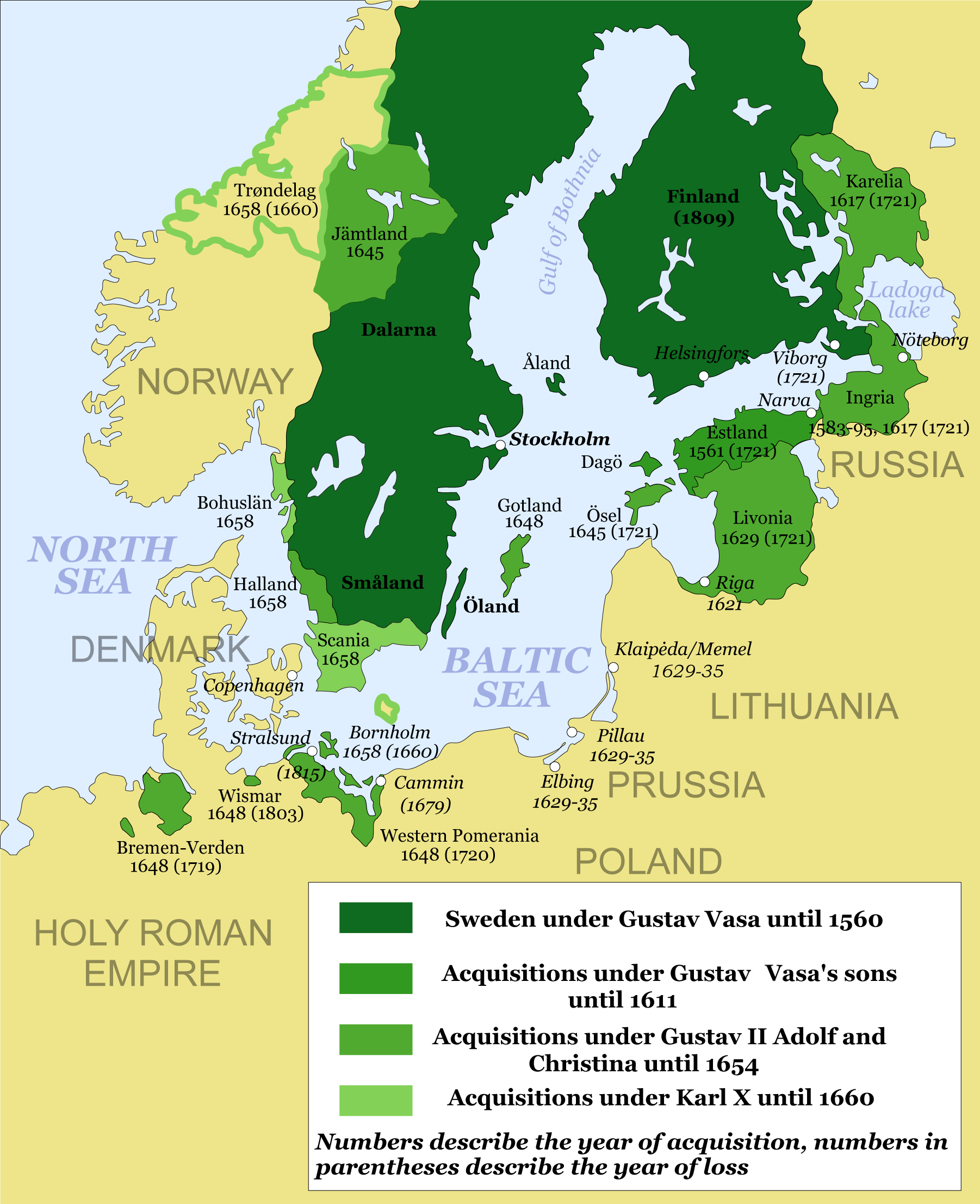
Suècia en l'apogeu de la seva expansió territorial, després del tractat de Roskilde de 1658. El mapa mostra la Suècia autèntica en verd fosc, representada en el Riksdag dels Estats, mentre que els altres tons de verd indiquen els diferents dominis i possessions.

El 1521 la Unió de Kalmar es va enfonsar i Gustav Vasa es va convertir en el rei de Suècia. Durant el seu govern, l'església sueca va ser reformada. L'aparell estatal va patir reformes i desenvolupaments importants, que li van donar un control més ferm de la vida de les comunitats locals, així com la capacitat de recaptar impostos més alts. Com a resultat de la Reforma, el 1551, el bisbe de Turku, Mikael Agricola, va publicar la seva traducció del Nou Testament al finès.
L'any 1550, Gustav Vasa va fundar Hèlsinki com a Helsingfors, però la ciutat va romandre només com un petit poble de pescadors durant els primers segles.
Gustav Vasa va morir el 1560 i el tron va passar a mans dels seus tres fills. El rei Eric XIV va iniciar un període d'expansió quan, el 1561, la corona sueca va prendre la ciutat de Tallinn, a Estònia, sota la seva protecció. Aquesta acció va contribuir a les primeres etapes de la Guerra de Livònia, que va marcar l'inici d'un període bèl·lic que va durar 160 anys. Al principi d'aquest període, Suècia lluitava per la supremacia sobre Estònia i Letònia amb Dinamarca, Polònia i Rússia. Per als ciutadans corrents de Finlàndia, això significava patir el servei militar, l'augment dels impostos i el maltractament dels soldats. Això va conduir a la Guerra dels garrots, una rebel·lió camperola desesperada, que va ser reprimida de manera brutal i sagnant. El 1595 es va signar la pau amb Rússia, i es va traslladar la frontera de Finlàndia més a l'est i al nord, si fa no fa on es troba la frontera moderna.
Una de les novetats significatives del segle XVI va ser l'ampliació de la zona habitada pels pagesos. La Corona va animar els camperols de la província de Savònia a establir-se vastes regions salvatges del centre de Finlàndia. Va tenir el seu efecte, però també va provocar sovint l'expulsió del poble indígena sami. Una part de les terres verges on es van produir els assentaments eren el territori tradicional de caça i pesca dels caçadors carelians. Durant un període de la dècada de 1580, va provocar una sagnant guerra de guerrilles entre els colons finlandesos i els caçadors de Carèlia en determinades zones, especialment a Ostrobòtnia.

### Segle XVII

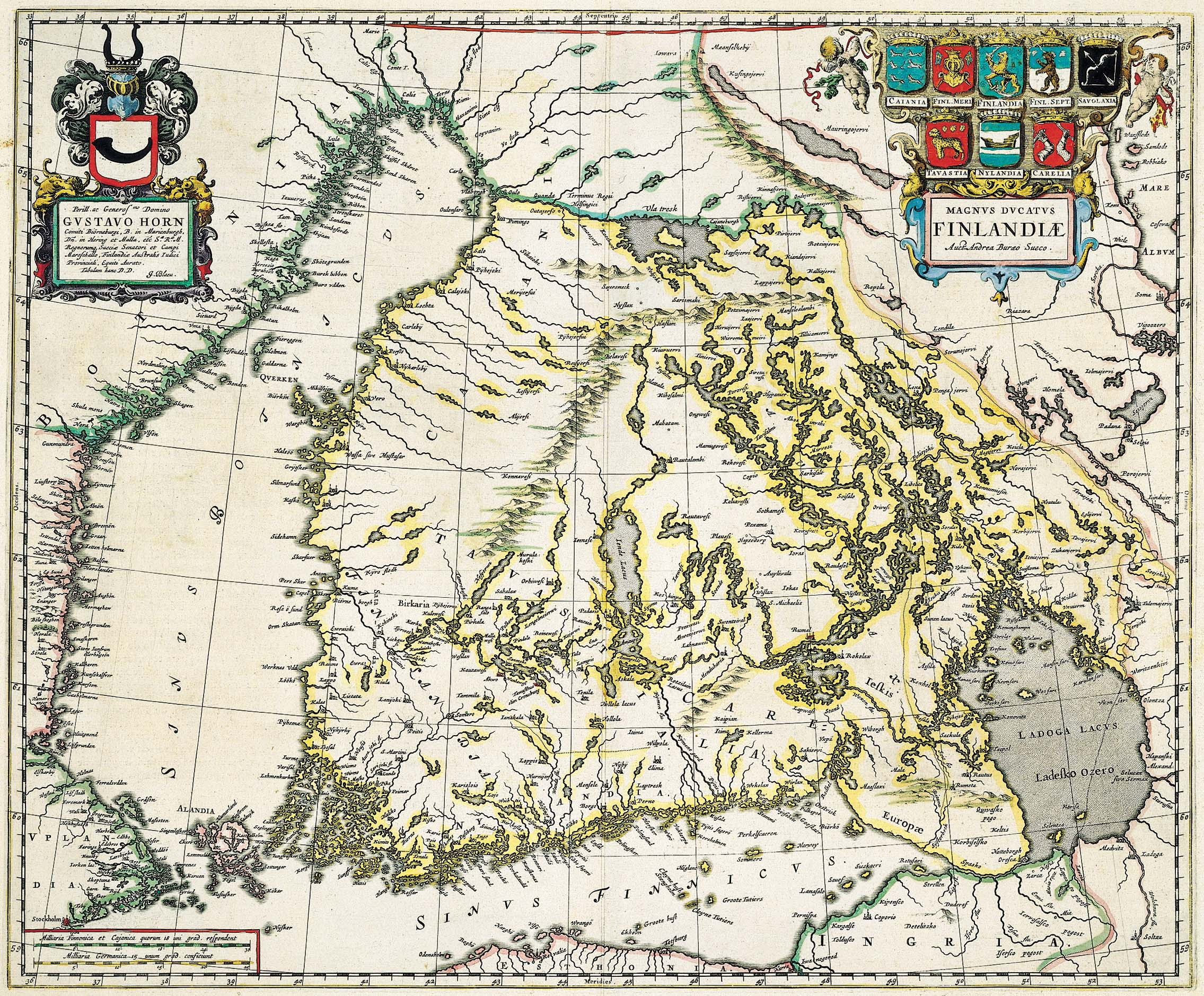
Mapa de Finlàndia de 1662

Entre el 1611 i el 32, Suècia va ser governada per Gustau Adolf, que va aconseguir que l'exèrcit suec passés de ser una milícia de camperols a una eficaç màquina de combat, potser la millor d'Europa en aquella època. La conquesta de Livònia estava ara completa, i amb el tractat de Stolbovo els suecs també van guanyar algun territori de la Rússia dividida. El 1630, els exèrcits suecs (i finlandesos) es van endinsar a Europa central, ja que Suècia havia decidit involucrar-se en la gran batalla entre protestants i catòlics a Alemanya, coneguda com la Guerra dels Trenta Anys. La cavalleria lleugera finlandesa en aquest compromís es va conèixer com els Hakkapeliitat.
Després de la pau de Westfàlia el 1648, l'Imperi Suec era un dels països més poderosos d'Europa. Durant la guerra, s'havien fet diverses reformes importants a Finlàndia:
- El 1637-40 i el 1648-54, el comte Per Brahe el Jove va exercir com a governador general de Finlàndia, va iniciar diverses reformes i va fundar diverses ciutats. El seu mandat és àmpliament considerat com a molt beneficiós per al desenvolupament de Finlàndia.
- El 1640, la reina Cristina va inaugurar la primera universitat finlandesa, l'Acadèmia de Turku, que havia estat creada per iniciativa de Per Brahe.
- 1642: es va publicar tota la Bíblia en finès.

No obstant això, els elevats impostos, les contínues guerres i el clima fred (la Petita Edat de Gel) van fer de l'època imperial de Suècia una època força ombrívola per als camperols finlandesos. El 1655-1660 es van lliurar les Guerres del Nord, que van portar els soldats finlandesos als camps de batalla de Livònia, Polònia i Dinamarca. El 1676, el sistema polític de Suècia es va transformar en una monarquia absoluta.
Al centre i l'est de Finlàndia es produïen grans quantitats de quitrà per a l'exportació. Les nacions europees necessitaven aquest material per al manteniment de les seves flotes. Hi ha teories de la història que justifiquen l'onada de caceres de bruixes que va tenir lloc a finals del segle xvii a Ostrobòtnia en l'esperit del primer capitalisme associat a la producció de quitrà a la zona. La gent desenvolupava més expectatives i plans per al futur, i quan aquests no es feien realitat, s'afanyaven a culpar les bruixes, segons un sistema de creences que l'església luterana havia importat d'Alemanya.
L'Imperi suec tenia una colònia al Nou Món, en allò que avui és Delaware i Pennsilvània, en el període 1638-55. Almenys la meitat dels immigrants eren aquí d'origen finlandès.
Al segle XVII es va imposar el luteranisme ortodox estricte. El 1608, la llei mosaica va ser declarada llei del país, a més de les lleis seculars. Tots els súbdits del regne estaven obligats a professar la fe luterana i l'assistència a lesglésia era obligatòria. Els càstigs religiosos estaven molt estesos. Les estrictes exigències de l'ortodòxia es poden veure, per exemple, en la destitució del bisbe de Turku, Johan Terserus, que va escriure un catecisme que va ser declarat herètic el 1664 pels teòlegs de l'Acadèmia de Turku.D'altra banda, l'exigència luterana de l'estudi individual de la Bíblia va impulsar els primers intents d'establir una educació universal. L'església requeria de cada persona un grau d'alfabetització suficient per llegir els textos bàsics de la fe luterana. Tot i que aquest requisit es podia complir memoritzant els textos, la lectura aviat es va generalitzar entre la població.
El 1696–1699, una fam causada pel clima va delmar Finlàndia. El desastre va ser causat per una combinació de gelades primerenques, quan les baixes temperatures van impedir que les llavors arribessin als ports finlandesos, i una manca de comprensió de la gravetat de la situació per part del govern suec. Uns anys més tard, va començar la Gran Guerra del Nord, que tindria un impacte decisiu en el futur de Finlàndia

### Segle XVIII

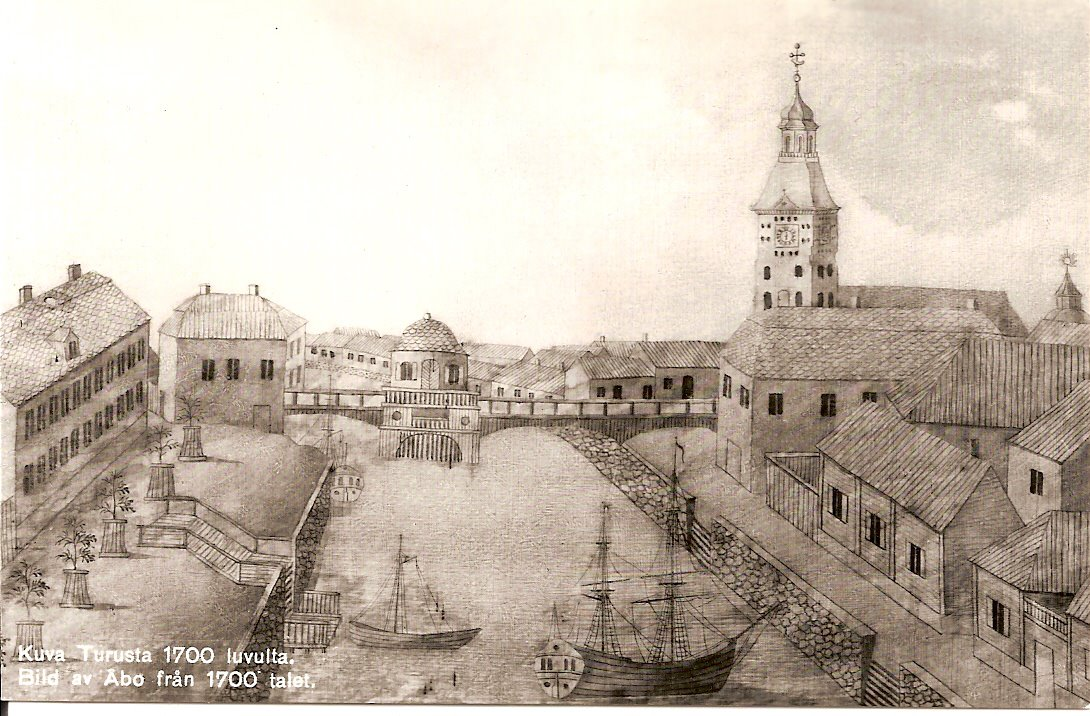
Un dibuix antic de la ciutat de Turku al segle XVIII

La Gran Guerra del Nord (1700-1721) va ser molt destructiva, ja que Suècia i Rússia van lluitar pel poder a la regió del Mar Bàltic. L'última part de la guerra (1714-1721) en sòl finlandès també es coneix com a la Gran Ira. Les dures condicions d'augment de la pobresa i els casos repetits de desnutrició dels camperols van obstaculitzar l'esforç bèl·lic i van conduir a la derrota de Suècia. Finlàndia fou un camp de batalla, i ambdós exèrcits van assolar la terra, van provocar fam, epidèmies, la ruptura de les estructures socials i la pèrdua de gairebé la meitat de la població finlandesa. Al final de la guerra, el 1721, només quedaven 250.000 habitants. Els terratinents es van veure obligats a pagar salaris més alts als seus camperols. Com a vencedora de la guerra, Rússia es va apoderar de la Vella Finlàndia (la part sud-est del país), inclosa Víborg, al Tractat de Nystad. La frontera entre Finlàndia i Rússia va quedar més o menys com estava després del final de la Segona Guerra Mundial. La posició de Suècia com a gran potència europea havia acabat, i Rússia era ara la principal potència del nord. La monarquia absoluta va ser abolida a Suècia. Durant el període conegut a Suècia com l'Era de la Llibertat, el país fou governat pel Riksdag dels Estats, en què el Partit dels Barrets i el Partit de les Gorres es disputaven el poder, mentre que el Partit de la Cort, més petit i format per membres estretament vinculats a la Corona, no tenia més influència. El Partit de les Gorres defensava les relacions pacífiques amb Rússia i va rebre el suport de molts finlandesos, mentre que altres finlandesos esperaven la venjança i donaven suport al Partit dels Barrets.

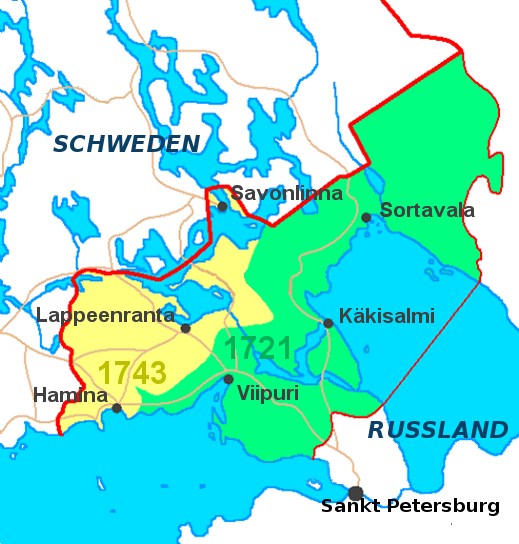
El mapa mostra quanta terra va perdre Suècia-Finlàndia davant Rússia després de la Gran Ira (1721) i la Petita Ira (1743), respectivament.

La població de Finlàndia havia disminuït considerablement en aquella època i se situava en 427.000 habitants el 1749. Però després de la Gran Guerra, Finlàndia va estar relativament en pau durant la major part del segle xviii, i la població es va duplicar cap a 1800. El 90% de la població estava classificada com a "pagesos", majoritàriament propietaris lliures. La societat es dividia en quatre estaments: camperols (lliures), clergat, noblesa i ciutadans. El 45% de la població masculina tenia dret a vot i, per tant, plena influència política en el poder legislatiu, tot i que el clergat, la noblesa i els habitants de les ciutats tenien la seva pròpia cambra al Rigsdag, cosa que els donava més influència política i excloïa els pagesos en els assumptes exteriors.
La meitat del segle xviii va ser una època relativament bona, en part perquè les condicions eren més pacífiques. No obstant això, els russos van tornar a ocupar Finlàndia en 1741-42 en una disputa coneguda com la Petita Ira. L'ocupació de Finlàndia es va produir després que el govern, llavors dominat pel Partit dels Barret, intentés sense èxit recuperar els territoris perduts. Després d'aquest període d'agitació, l'Imperi Suec va perdre encara més terres a Finlàndia al tractat de Turku, quan la frontera amb Rússia es va traslladar més a l'oest. Durant el mateix període, els russos van intentar establir un regne finlandès, però això mai no va arribar a reeixir.
Tant l'Imperi Rus, que emergia en l'escena política internacional, com la França prerrevolucionària, aspiraven a tenir Suècia com a estat client. Els diputats i altres persones amb influència política eren susceptibles de rebre suborns, que feien el possible per maximitzar. La integritat i la credibilitat del sistema polític van minvar i, el 1771, el jove i carismàtic rei Gustau III va donar un cop d'estat, va abolir el parlamentarisme i va restablir el poder reial a Suècia, més o menys amb l'aquiescència del parlament. El 1788 va llançar una nova guerra contra Rússia, però, malgrat algunes batalles victorioses, la guerra no va produir els resultats esperats, sinó que només va provocar pertorbació a la vida econòmica de Finlàndia. La popularitat del rei Gustau va disminuir considerablement, i durant la guerra un grup d'oficials va fer l'anomenada declaració d'Anjala, que exigia negociacions de pau i la convocatòria del Riksdag (Parlament). Després d'aquesta aliança, diversos oficials finlandesos també van conspirar per aconseguir la independència de Finlàndia amb el suport de Rússia. Després de ser sorprès inicialment pels oficials, Gustau va recuperar el control i va esclafar els seus oponents. El 1789, la nova constitució de Suècia va enfortir encara més el poder reial, i va millorar també l'estatus de la pagesia. Tanmateix, la guerra continuada s'havia d'acabar sense conquestes, i molts suecs consideraven ara el rei com un tirà.
Deixant de banda el període de guerra de 1788-90, la darrera part del segle xviii va ser un període de desenvolupament a Finlàndia. El desenvolupament també va incloure les condicions per als agricultors, per exemple amb la introducció del cultiu de la patata a la dècada de 1750. Entre els nous èxits tècnics i científics introduïts hi ha el globus aerostàtic, que va solcar el cel de Finlàndia (i de tota Suècia) per primera vegada el 1784 prop d'Oulu (Uleåborg), just un any després de la seva invenció a França. El volum de comerç va augmentar i la pagesia es va tornar més pròspera i segura de si mateixa. El clima de debat ampli de la Il·lustració a la societat sobre qüestions de política, religió i moral, en el seu moment, posaria de manifest el problema que la gran majoria dels finlandesos només parlaven finès, però la cascada de diaris, belles lletres i fulletons polítics eren gairebé exclusivament en suec, quan no en francès.
Els dos períodes d'ocupació russa havien estat durs i no s'oblidaven fàcilment. Aquestes ocupacions esdevingueren la llavor d'un sentiment d'alteritat que, en cercles reduïts d'erudits i intel·lectuals de la Universitat de Turku, esdevingué la comprensió d'una identitat finlandesa diferent que representava la part oriental de l'imperi suec-finlandès. La influència de la propera i lluent capital russa, Sant Petersburg, també era major al sud de Finlàndia que en altres parts de Suècia. Es van establir contactes a l'altra banda de la frontera, que dissiparen els pitjors temors del que podria passar a les classes educades i comerciants sota un possible domini rus. La vigília del nou segle, les classes educades de parla sueca dej clergues i funcionaris estaven mentalment ben preparades per a un canvi de lleialtat cap al poderós Imperi Rus.
El rei Gustau III va ser assassinat el 1792, i el seu fill, Gustau IV Adolf, que era menor d'edat, es va fer càrrec del tron, inicialment amb el seu oncle com a regent. Ni l'oncle ni Gustau van demostrar ser líders especialment talentosos i forts per governar el regne durant els temps perillosos de la Revolució Francesa i les guerres napoleòniques.
Els territoris finlandesos que havien passat a pertànyer a Rússia en els tractats de pau de 1721 i 1743, anomenats "Vella Finlàndia", van seguir regint-se per les antigues lleis sueques, una pràctica que no era inusual a la Rússia en expansió del segle xviii. Però a poc a poc els governants russos van començar a assignar grans extensions de terra als seus partidaris no finlandesos, ignorant els drets de propietat tradicionals i la llibertat dels pagesos de la Vella Finlàndia. Fins i tot hi va haver casos en què els nobles van castigar físicament els camperols, per exemple, amb la flagel·lació. La situació general va conduir al declivi econòmic i a la caiguda de la moral a la Vella Finlàndia, que es va agreujar encara més a partir del 1797, quan la zona va haver de proporcionar soldats per a l'exèrcit imperial. La construcció d'instal·lacions militars a la zona va fer que milers de persones no finlandeses s'hi traslladessin. Quan els russos van conquerir tota Finlàndia el 1812, la Vella Finlàndia va ser retornada a la mare pàtria, però la qüestió de la propietat de la terra va continuar sent un problema important fins a la dècada de 1870.

### Camperols

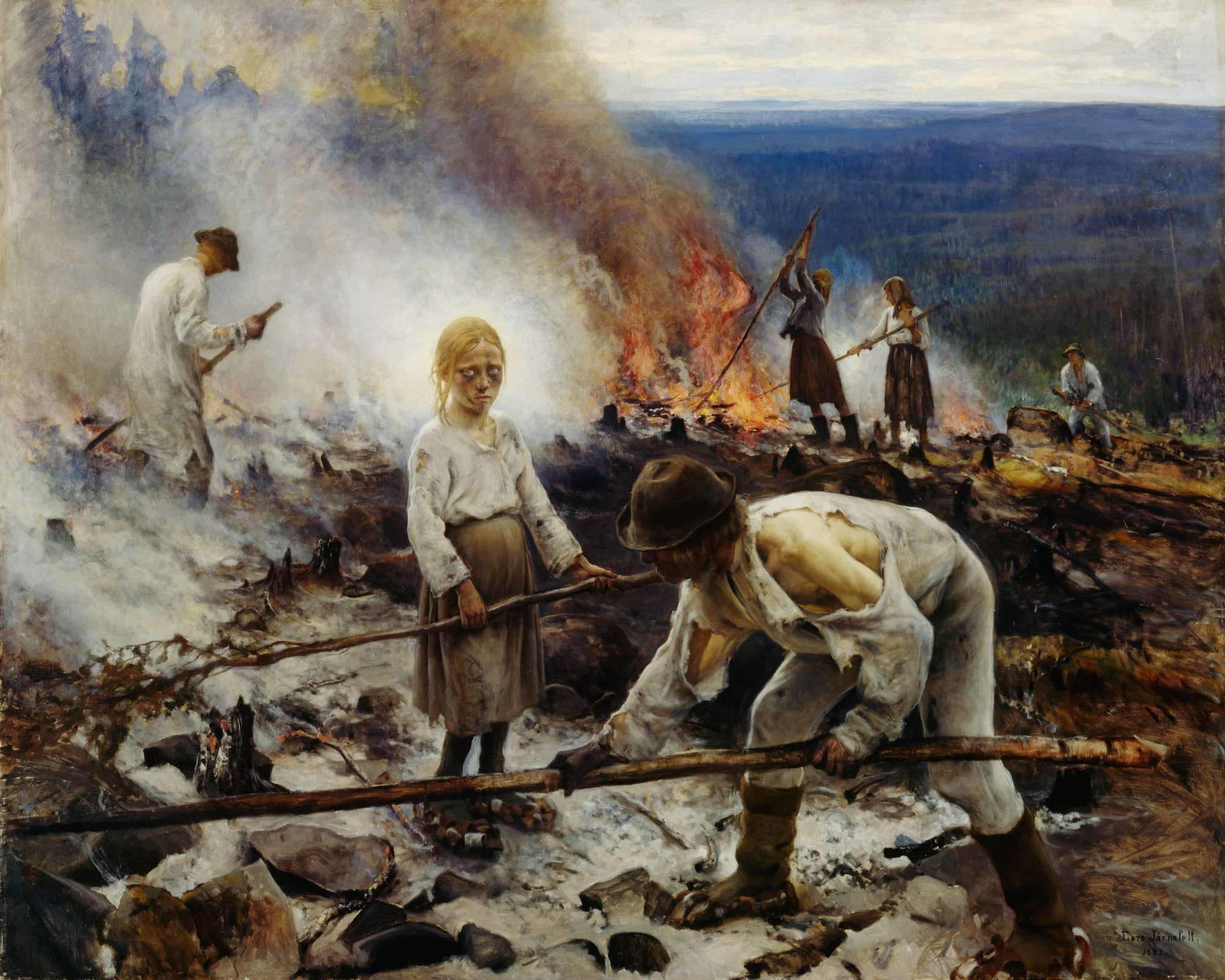
Eero Järnefelt, Cremant la brossa, 1893

Tot i que el rei suec va instal·lar el seu governador com a regent a Finlàndia, en la realitat del dia a dia els vilatans gestionaven els seus propis assumptes utilitzant assemblees locals tradicionals (anomenades ting) que seleccionaven un lagman local, o home de la llei, per fer complir les normes.
Els suecs utilitzaven el sistema parroquial per recaptar impostos. El socken (parròquia local) era alhora una organització religiosa comunitària i un districte judicial que administrava la llei del rei. El ting participava en el procés fiscal; els impostos eren recaptats per l'algutzir de la parròquia, de designació reial.
La parròquia era, doncs, tant una organització religiosa local com una entitat jurídica que administrava les lleis del rei. El magistrat participava en el procés de recaptació, mentre que els impostos eren cobrats per l'algutzir de la parròquia, que era designat per la reialesa.
A diferència de la servitud d'Alemanya i Rússia, entre altres llocs, el camperol finlandès era típicament un propietari lliure que posseïa i controlava la seva petita parcel·la de terra. No existia la servitud, en què els camperols estaven sotmesos als terratinents. A Finlàndia (i Suècia), els camperols formaven un dels quatre estaments i estaven representats al parlament. No obstant això, fora de l'esfera política, els camperols eren considerats a la part inferior de l'ordre social, just per sobre dels rodamóns. Les classes superiors els miraven amb menyspreu i consideraven els camperols especialment propensos a l'embriaguesa o la mandra, com a clànics i poc fiables, i sobretot com a mancats d'honor i sentit de l'esperit nacional. Aquest menyspreu va desaparèixer en gran manera al segle xix, quan els camperols foren de sobte idealitzats com els veritables representants de la finesitat i la moral, en contraposició a l'elit de parla sueca.
Els pagesos no eren passius; estaven orgullosos de les seves tradicions i es mantenien units, disposats a lluitar per mantenir els seus drets històrics davant de les càrregues fiscals del rei o les noves exigències de la noblesa terratinent. La Gran "Guerra dels garrots" al sud del país en 1596-97 va atacar la noblesa i el seu nou sistema de feudalisme estatal; aquesta sagnant revolta va tenir paral·lelismes amb les revoltes camperoles en altres llocs d'Europa. Més al nord, hi havia menys tensió entre la noblesa i els camperols i més igualtat entre aquests (a causa de la pràctica de dividir les granges entre els hereus), els que es dedicaven a altres ocupacions i als pocs nobles. Sovint, els nobles i els terratinents es mostraven paternalment atents i servicials. La corona solia posar-se del costat de la noblesa, però després de les "restitucions" de la dècada de 1680 va posar fi a la pràctica de la noblesa d'exigir feina als camperols i, al seu lloc, va introduir un sistema fiscal pel qual els buròcrates reals recaptaven els impostos directament dels pagesos, a qui no els agradava el nou sistema eficient. Des de principis del segle xix, el ràpid augment de la població es va traduir en un increment significatiu del nombre de camperols pobres i jornalers sense terra i l'empobriment dels petits agricultors.
.

## Desenvolupament de la població a Finlàndia
1150: 20.000-40.000
1550: 300.000
1750: 428.000
1770: 561.000
1790: 706.000
1810: 863.000
1830: 1.372.000
1850: 1.637.000
1870: 1.769.000
1890: 2.380.000
1910: 2.943.000
1930: 3.463.000
1950: 4.030.000
1970: 4.598.000
1990: 4.977.000
2010: 5.375.000

## Gran Ducat rus

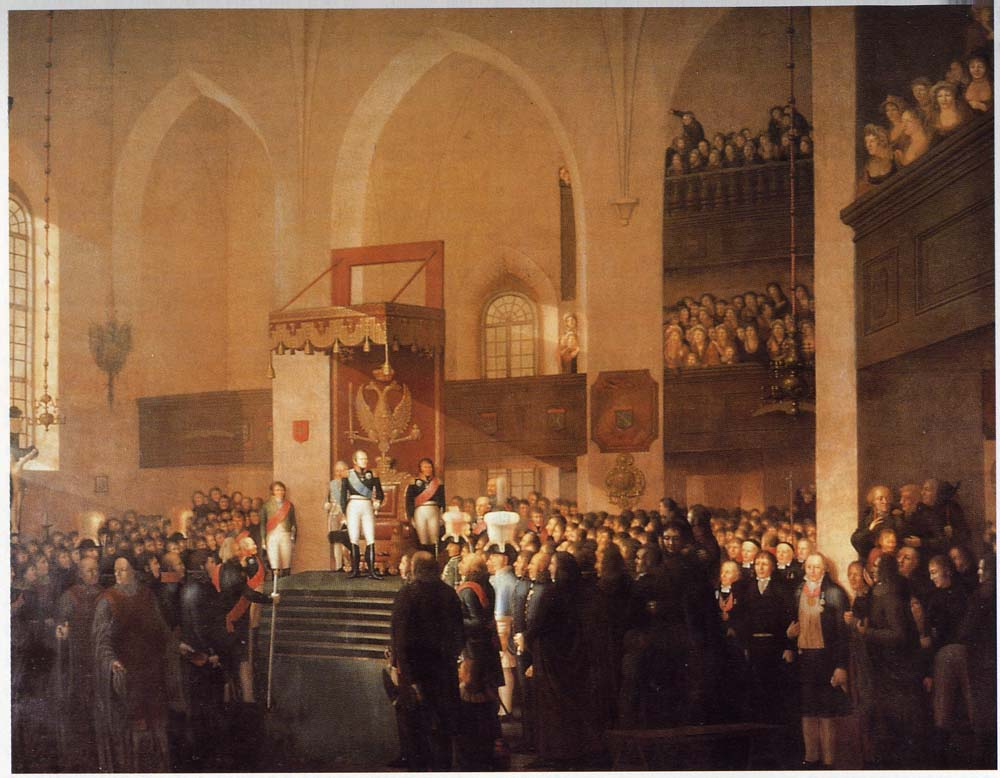
La Dieta de Porvoo, 1809, on els finlandesos van jurar lleialtat al tsar Alexandre I, que al seu torn va garantir a Finlàndia una gran autonomia.

A principis del segle xix, Suècia i Rússia van tornar a enfrontar-se en el que es coneix com la Guerra de Finlàndia (1808-09). Finlàndia va ser ocupada pel tsar Alexandre I, i el 29 de març de 1809 els representants dels quatre estaments es van reunir a la Dieta de Porvoo, on van decidir jurar lleialtat al tsar. Després de la derrota sueca a la guerra i de la signatura del tractat de Fredrikshamn el 17 de setembre de 1809, Finlàndia va romandre com a Gran Ducat de l'Imperi Rus fins a finals de 1917, amb el tsar com a gran duc. El 1812, Alexandre també va incorporar la Vella Finlàndia al Gran Ducat. Sota el domini rus, Finlàndia gaudí de diversos graus d'autonomia. Hi va haver períodes de censura i persecució política, sobretot les últimes dècades de control russa, que van acabar amb la caiguda de l'Imperi el 1917. Un tret important que els finlandesos van poder conservar, ja que les antigues lleis sueques van seguir en vigor, va ser la llibertat de la pagesia, que contrastava amb la servitud a la pròpia Rússia. A la dècada de 1860 es restablí la Dieta amb els seus quatre estaments i se li permeté de legislar sobre assumptes interns. A més, els finlandesos romanien lliures d'obligacions vinculades a l'imperi, com ara el deure de servir en els exèrcits tsaristes, i gaudien de certs drets que no tenien els ciutadans d'altres parts de l'imperi.

### Economia
Abans de l'any 1860, les empreses i terratinents estrangers havien acumulat riquesa, que estava disponible per invertir en negocis. Posteriorment, el govern va liberalitzar les lleis econòmiques i va començar a construir instal·lacions per reforçar les infraestructures com ara ports, ferrocarrils i línies telegràfiques. El mercat interior era petit, però a partir de la dècada de 1860 es produí un fort creixement de les exportacions basat en els grans recursos forestals i una mà d'obra mòbil al camp. Una incipient industrialització de mitjan segle xix va abordar la silvicultura, la mineria i la producció de màquines, que van establir les bases de la prosperitat de la Finlàndia moderna. Tanmateix, l'agricultura encara ocupava la majoria de la mà d'obra, cosa que va continuar sent així fins al període immediatament posterior a la Segona Guerra Mundial.
Les primeres indústries es van establir a Hèlsinki. Alfred Kihlman (1825-1904) va començar com a sacerdot luterà i director de l'escola de nens de Helsingfors, el Liceu Normal Suec. Es va convertir en financer i membre de la dieta. A la dècada de 1850, no hi havia cap precedent seriós per recaptar capital d'inversió. No obstant això, Kihlman tenia moltes connexions i va persuadir els empresaris i els capitalistes perquè invertissin en nous negocis. El 1869, va organitzar una societat limitada que va donar suport a dos anys d'activitats de desenvolupament que van portar a la fundació de la companyia Nokia el 1871.
Després de 1890, la productivitat industrial es va estancar perquè els empresaris no van poder mantenir-se al dia amb les innovacions tecnològiques fetes pels competidors a Alemanya, Gran Bretanya i els Estats Units. Però l'estreta relació amb Rússia va assegurar un mercat de maquinària en particular.

### Nacionalisme
El renaixement nacional finlandès a mitjans del segle xix va ser el resultat de la decisió de membres de les classes socials altes, fins aleshores de parla sueca, de promoure la cultura i la llengua finlandeses com a part d'una construcció nacional, que pretenia crear una unitat entre tots els habitants de Finlàndia, incloent (i no menys important) tant les classes altes com els camperols. La publicació el 1835 de l'epopeia nacional finlandesa, el Kalevala, una col·lecció de mites i llegendes tradicionals que constitueixen el folklore dels carelians (el poble finès ortodox oriental que habita a la regió del llac Làdoga, a l'est de Finlàndia i l'actual nord-oest de Rússia), va avivar el nacionalisme que més tard va conduir a la independència de Finlàndia de Rússia.
El suec havia estat una llengua important a Finlàndia, sobretot des de la incorporació de Finlàndia a l'administració central sueca en els segles XVI i XVII, tot i que només era parlat per un 15% de la població finlandesa; la importància de l'idioma es devia al fet que parlaven en gran manera les classes alta i mitjana, a més de ser la llengua administrativa pública i privada, i que s'utilitzava en el sistema educatiu i en la vida cultural. Només els pagesos parlaven finès. Durant el segle xix, la situació lingüística va canviar gradualment, de manera que el finlandès es va convertir en la llengua dominant fins i tot en zones on abans es feia servir el suec. Per descomptat, això es va deure en part que Finlàndia ja no formava part de Suècia i els buròcrates russos van intentar eliminar el risc d'un retorn a Suècia, però un creixent nacionalisme finlandès també va tenir un paper important en aquest canvi.
El finlandès es va convertir en llengua oficial de l'administració el 1863, i el 1892 es va equiparar finalment al suec a la societat finlandesa. Tanmateix, això no va significar un canvi total, ja que el finlandès va prendre el relleu del suec, que va seguir dominant les arts i la cultura, així com els negocis, fins a la dècada del 1920.
El moviment cap a l'orgull nacional finlandès, així com el liberalisme en política i economia van implicar dimensions ètniques i de classe. El moviment nacionalista contra Rússia va començar amb el moviment Fennomania, liderat pel filòsof hegelià Johan Vilhelm Snellman a la dècada de 1830. Snellman va tractar de vincular la filosofia a les activitats socials i va orientar el nacionalisme finlandès cap a l'establiment de la llengua finlandesa a les escoles, mantenint alhora la lleialtat al tsar. La Fennomania es va convertir en un partit polític a la dècada del 1860.

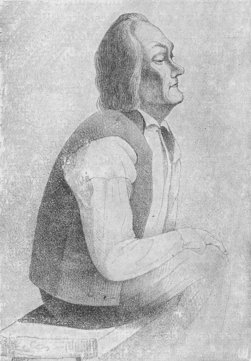
Paavo Ruotsalainen, un predicador laic, va dirigir els renaixements pietistes coneguts com Herännäisyys (El Despertar)

El liberalisme va ser el tema central de la dècada de 1860 a 1880. La qüestió lingüística es va solapar tant al liberalisme com al nacionalisme, i també va mostrar un conflicte de classes, amb els camperols enfrontats als terratinents i nobles conservadors de parla sueca. La situació es va complicar encara més pel fet que els partidaris del nacionalisme finlandès estaven dividits en dos grups, els "vells" (sense compromís en la qüestió lingüística i nacionalisme conservador) i "joves" (alliberament de Rússia). Els principals liberals eren intel·lectuals de parla sueca que defensaven més democràcia; es van convertir en els líders radicals després de 1880. Els liberals van ser els responsables de l'organització de la socialdemocràcia, els sindicats, les cooperatives agrícoles i els drets de les dones.
El nacionalisme va ser contestat per l'element prorus i per l'internacionalisme del moviment obrer. El resultat va ser una tendència al conflicte de classes pel nacionalisme, però a principis del segle XX les classes treballadores es van dividir en Valpas (èmfasi en la lluita de classes) i Mäkelin (èmfasi en el nacionalisme).

### Religió
Durant el domini rus, el luteranisme i l'ortodòxia oriental eren les religions oficials del Gran Ducat de Finlàndia. L'Església Evangèlica Luterana de Finlàndia es va separar de l'Església de Suècia a principis del segle xix. Immediatament després de la Guerra de Finlàndia, el clergat luterà finlandès temia el proselitisme estatal cap a l'ortodòxia. La majoria dels finlandesos eren cristians luterans, però una destacada minoria ortodoxa vivia a l'istme de Carèlia i a la Carèlia del Làdoga. Els monestirs de Valaam i Konevets eren importants centres religiosos i llocs de pelegrinatge de fidels ortodoxos. També es van construir esglésies ortodoxes a ciutats i pobles finlandesos on hi havia guarnicions russes. Durant aquest període, el catolicisme romà, el judaisme i l'islamisme van arribar a Finlàndia amb els soldats i comerciants russos.
Tot i que la gran majoria dels finlandesos eren luterans, hi havia dos corrents del luteranisme que van acabar fusionant-se per formar l'església finlandesa moderna. D'una banda, hi havia l'èmfasi de l'alta església en el ritual, amb les seves arrels a la societat col·lectiva camperola tradicional. D'altra banda, Paavo Ruotsalainen (1777-1852) va ser un líder del nou pietisme, amb èmfasi en la subjectivitat, el renaixement, la moral personal, la participació activa dels laics i l'evangeli social. El pietisme atreia l'emergent classe mitjana. La Llei Eclesiàstica de 1869 combinava ambdós corrents. Els líders polítics i luterans de Finlàndia consideraven que tant l'ortodòxia oriental com el catolicisme romà eren una amenaça per a la nació emergent. L'ortodòxia oriental era rebutjada com a arma de russificació, mentre que l'anticatolicisme tenia antigues arrels en el temps. L'antisemitisme també era un factor a tenir en compte, per la qual cosa la Llei de la dissidència de 1889 només va ajudar a equiparar algunes sectes protestants.

### Música
Abans de 1790, la música pertanyia a la tradició luterana o a la tradició popular. El 1790 els amants de la música van fundar la Societat Musical Åbo; va donar el primer gran estímul a la música seriosa de compositors finlandesos. A la dècada de 1880, noves institucions, especialment l'Institut de Música de Hèlsinki (des de 1939 anomenat Acadèmia Sibelius), l'Institut de Música de la Universitat de Hèlsinki i l'Orquestra Filharmònica de Hèlsinki, van integrar Finlàndia en el corrent principal de la música europea. Amb diferència, el compositor més influent fou Jean Sibelius (1865-1957), que va compondre gairebé tota la seva música abans de 1930. L'abril de 1892 va fer estrenar a Hèlsinki una nova simfonia, Kullervo. Havia incorporat poemes del Kalevala i va ser celebrat pels crítics com a genuïna música finlandesa.

### Dones
Les dones de classe alta i mitjana de Finlàndia van liderar l'establiment del moviment de diaconesses al país. Les dones, coordinades amb l'Església Luterana, van emprendre obres de caritat locals per millorar les dures condicions de vida dels camperols que intentaven adaptar-se a la vida urbana. Aquestes dones també van contribuir a fer que la infermeria es considerés una professió respectable per a les dones. Els seus esforços van ajudar a repensar la complexa relació entre la caritat privada i el treball assistencial tradicional que duen a terme l'església i l'estat. Amb el seu treball voluntari i no remunerat i l'èmfasi que van posar en la maternitat i l'educació, van contribuir a l'acceptació generalitzada dels rols de gènere al segle xx.

### Política
Malgrat certes llibertats concedides a Finlàndia, el Gran Ducat no era un estat democràtic. El tsar conservava el poder suprem i governava a través del màxim funcionari del país, el governador general, gairebé sempre un oficial rus. Alexandre I va dissoldre la Dieta dels Quatre Estaments poc després de convocar-la el 1809, i no es va tornar a reunir durant mig segle. Les accions del tsar estaven d'acord amb la constitució reialista que Finlàndia havia heretat de Suècia. Els finlandesos no tenien garanties de llibertat, sinó que depenien de la bona voluntat del tsar per a qualsevol llibertat de què gaudissin. Quan Alexandre II, el tsar alliberador, va tornar a convocar la Dieta l'any 1863, no ho va fer per complir cap obligació sinó per fer front a les pressions creixents de reforma dins del conjunt de l'imperi. En les dècades restants del segle, la Dieta va promulgar nombroses mesures legislatives que van modernitzar el sistema jurídic de Finlàndia, van fer més eficient la seva administració pública, van eliminar els obstacles al comerç i van preparar el terreny per a la independència del país al segle següent.

### Russificació
El tsar rus va intentar limitar la posició especial del Gran Ducat de Finlàndia perquè pogués integrar-se més políticament, militarment i culturalment a l'Imperi,la qual cosa es va traduir en una política de russificació (1899-1905 i 1908-1917), que va suposar una forta opressió dels finlandesos, que aquests van tractar de combatre en forma de resistència passiva i enfortiment de la identitat cultural finlandesa. Entre les disposicions de russificació destaquen el "Manifiest de febrer de 1899", que establia el dret de l'Imperi a governar Finlàndia al marge del govern local, i el "Manifiest de l'idioma de 1900", que convertia el rus en la llengua de l'administració a Finlàndia. Un tercer exemple va ser la Llei de Reclutament de 1901, que va subordinar l'exèrcit finlandès a l'Exèrcit Imperial i va tenir com a efecte l'enviament de reclutes a les casernes russes per a la seva formació militar.

#### Canvi democràtic
Després de la Revolució Russa de 1905 i la posterior vaga general finlandesa, l'antiga Dieta quadripartita va ser substituïda per l'actual parlament unicameral (Eduskunta) Per primera vegada a Europa, es va implementar el sufragi universal (dret a vot) i l'elegibilitat per a incloure les dones: les dones finlandeses van ser les primeres a Europa a obtenir la total elegibilitat per votar; la propietat de la terra o els títols heretats ja no eren necessaris. No obstant això, a nivell local les coses van ser diferents, ja que a les eleccions municipals el nombre de vots estava lligat a l'import de l'impost pagat. Així els rics tenien més vots, mentre que els pobres no en tenien cap. El sistema de votació municipal es va canviar al sufragi universal l'any 1917 quan es va escollir una majoria d'esquerres al parlament.

### Tendències de l'emigració
L'emigració al Nou Món es va produir especialment en el període 1890-1914, quan molts joves i algunes famílies van partir cap als assentaments finlandesos als Estats Units i Canadà. Normalment treballaven a la silvicultura o la mineria, i molts eren marxistes actius o participaven a la branca americana de l'Església Luterana Finlandesa. Actualment, unes 700.000 persones als Estats Units i 110.000 al Canadà tenen arrels finlandeses.
Les xifres d'emigració desglossades per dècades seleccionades són les següents:
| Dècada de 1880: 26.000 Dècada de 1890: 59.000 Dècada de 1900: 159.000 Dècada de 1910: 67.000 | Dècada de 1920: 73.000 Dècada de 1930: 3.000 Dècada de 1940: 7.000 Dècada de 1950: 32.000 |

## Independència i guerra civil
Després de la Revolució de Febrer a Rússia el 1917, Finlàndia va tenir un nou Senat i un gabinet de coalició amb la mateixa distribució de poders que el Parlament finlandès. A les eleccions parlamentàries de 1916, els socialdemòcrates van obtenir una petita majoria, i el líder del partit, Oskari Tokoi, es va convertir en primer ministre. El nou Senat estava disposat a cooperar amb el Govern Provisional de Rússia, però no es va arribar a un acord entre les parts. A Finlàndia, la unió personal amb Rússia es va considerar acabada després de la caiguda del tsar, encara que els finlandesos havien reconegut de facto el Govern Provisional com a successor del tsar en reconèixer la seva autoritat en el nomenament d'un nou Governador General i del nou Senat. Els finlandesos esperaven que l'autoritat del tsar fos transferida al Parlament finlandès, però el Govern Provisional de Rússia ho va rebutjar, i va proposar al seu lloc que la qüestió fos resolta per l'Assemblea Constituent de Rússia.
Per als socialdemòcrates finlandesos, la burgesia semblava ser un obstacle al camí de Finlàndia cap a la independència, així com en el camí del proletariat cap al poder. Els membres no socialistes del Senat de Tokoi, però, eren més optimistes. Ells, i la majoria dels no socialistes al Parlament, van rebutjar la proposta dels socialdemòcrates sobre el parlamentarisme (l'anomenada "Llei del poder"), per considerar-la massa ambiciosa i provocadora. La proposta, que limitava la influència de Rússia en qüestions de política interior finlandesa però no qüestionava el dret dels russos a dirigir la política exterior o militar. L'anomenada "Llei de poder", va ser aprovada gràcies a l'estreta majoria dels socialdemòcrates. Tot i això, per al govern provisional rus aquesta llei era massa radical i va ser anul·lada per considerar que el parlament s'havia excedit en les seves competències.
La minoria al Parlament i al Senat van quedar així satisfets. Unes noves eleccions podrien significar una segona oportunitat d'obtenir una majoria, cosa que estaven segurs que milloraria les possibilitats d'arribar a una entesa amb Rússia. Els no socialistes també s'inclinaven per cooperar amb el govern provisional rus, ja que temien que els socialistes obtinguessin més poder i apliquessin reformes radicals, com el sufragi igualitari a les eleccions locals o la reforma agrària. Tot i això, la majoria socialista tenia exactament la posició contrària: no acceptava el dret del Govern Provisional a dissoldre el Parlament.
Els socialdemòcrates van mantenir la "Llei del poder" i es van oposar a la promulgació del decret de dissolució del Parlament, mentre que els no socialistes van votar a favor de la seva promulgació. El desacord sobre la Llei del poder va fer que els socialdemòcrates abandonessin el Senat. Quan el Parlament es va tornar a reunir després de les vacances d'estiu de l'agost de 1917, només hi eren presents els grups que donaven suport a la Llei del poder. Les tropes russes van prendre el control de l'edifici, van dissoldre el parlament i es van convocar noves eleccions. El resultat va ser una (petita) majoria no socialista i un Senat purament no socialista. La supressió de la Llei del poder i la cooperació entre els finlandesos no socialistes i Rússia va provocar un gran ressentiment entre els socialistes i va donar lloc a diversos atemptats i assassinats per motius polítics.

### Independència

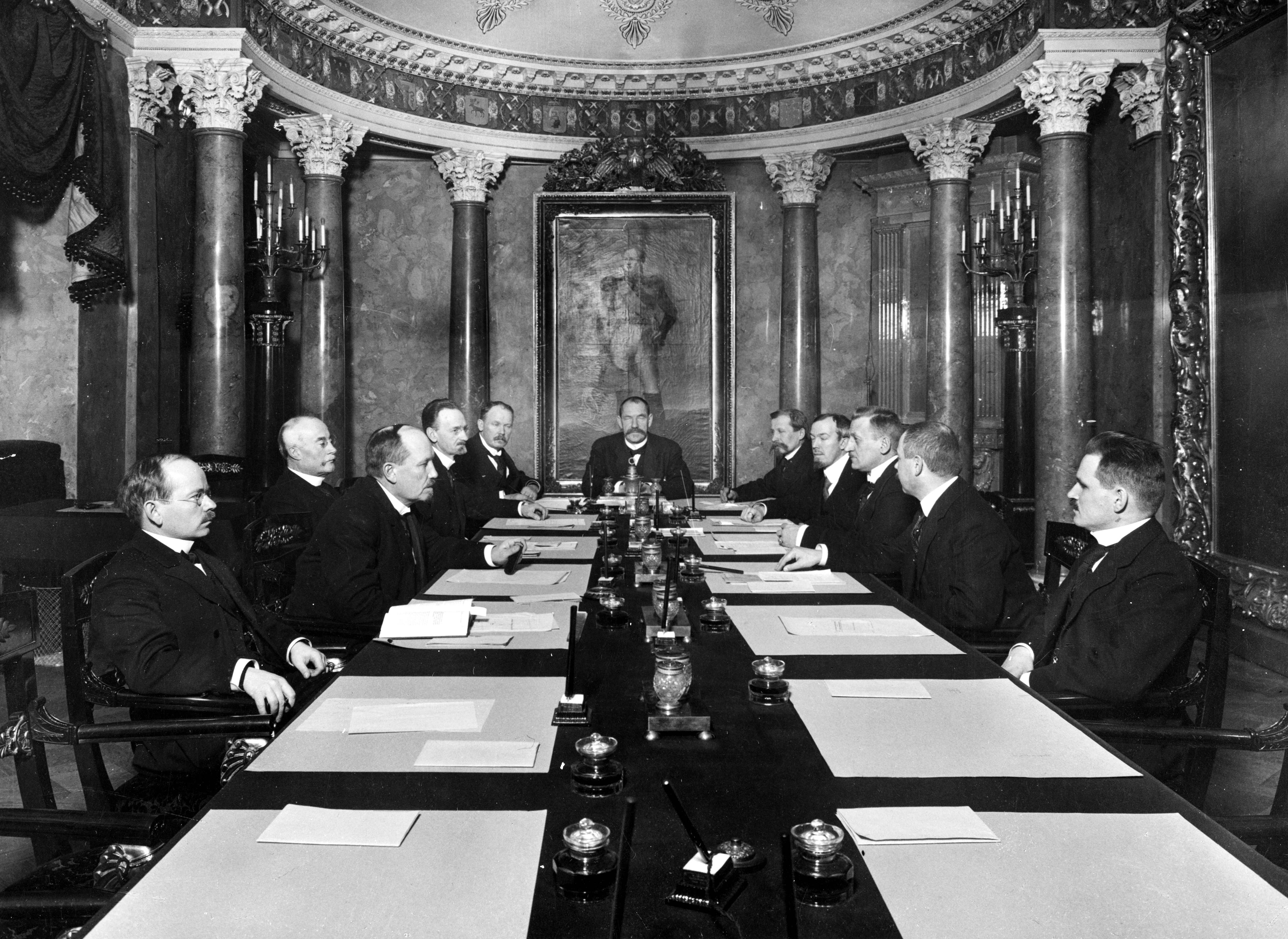
El primer govern de la Finlàndia independent. Pehr Evind Svinhufvud, el primer primer ministre de Finlàndia, assegut a la capçalera de la taula.

La Revolució d'Octubre de 1917 a Rússia va capgirar la política finlandesa. Ara, el nou govern no socialista volia de cop i volta la independència total, mentre que els socialistes van arribar a veure gradualment la Rússia soviètica com un exemple a seguir. El 15 de novembre de 1917, els bolxevics van promulgar el dret general a l'autodeterminació, inclòs el dret a la secessió completa “per als pobles de Rússia”. Aquell mateix dia, el Parlament finlandès va emetre una declaració per la qual assumia provisionalment el poder a Finlàndia.
El Senat, no socialista, es va preocupar pels esdeveniments a Rússia i Finlàndia, i va proposar llavors al Parlament de declarar la independència de Finlàndia, cosa que el Parlament va aprovar el 6 de desembre del mateix any. El 31 de desembre, el govern soviètic va emetre un decret que reconeixia la independència de Finlàndia, i el 4 de gener de 1918 va ser aprovat pel Comitè Central del Soviet Suprem. Alemanya i els països escandinaus van seguir immediatament l'exemple soviètic.

### Guerra civil

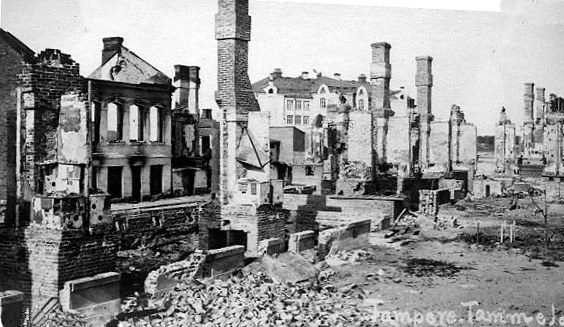
Destrucció a Tampere durant la guerra civil finlandesa

Després de 1917 es va produir una profunda divisió social interna a Finlàndia. Els blancs eren els sectors conservadors i no socialistes de la població i estaven formats per les classes mitjana i alta de parla sueca, els propietaris de granges i els camperols que dominaven els dos terços del nord del país, mentre que els rojos abastaven els socialistes i comunistes, que estaven formats principalment pels treballadors urbans de parla finlandesa i camperols sense terra. Tenien una visió radical i rebutjaven el capitalisme.Aquests últims va proclamar la República Socialista dels Treballadors de Finlàndia.
Entre gener i maig de 1918, Finlàndia va viure una curta però amarga guerra civil. La guerra va començar oficialment el 27 de gener amb dos esdeveniments independents. El govern va començar a desarmar les forces russes a Ostrobòtnia i, alhora, els socialdemòcrates van intentar donar un cop d'Estat. En tots dos casos es van produir trets i, en l'intent de cop, els socialdemòcrates van aconseguir aconseguir el control del sud de Finlàndia i de Hèlsinki, però l'anterior govern de dretes (els blancs) va continuar dirigint un parlament a l'exili a Vaasa. Aquesta situació va desencadenar la guerra civil. La Primera Guerra Mundial seguia el seu curs i els blancs comptaven amb el suport de l'Imperi Alemany, mentre Suècia romania neutral i Rússia retirava les seves forces. Així es va obrir el camí per a la victòria dels blancs.Després de la guerra, desenes de milers de rojos i presumptes simpatitzants van ser internats a camps, on milers van morir executats o a conseqüència de la desnutrició o les malalties. En total, unes 37.000 persones van morir a la guerra.

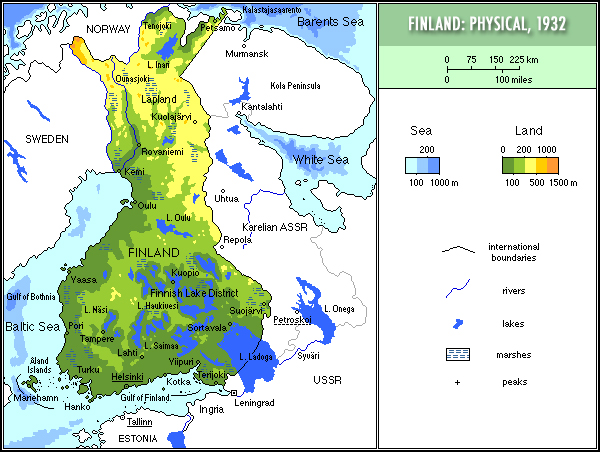
Finlàndia 1920-1940

Els blancs, dirigits pels camperols, van arribar al poder i el van mantenir durant les dècades del 1920 i el 1930. Però alhora, s'havia creat una amarga enemistat social i política entre els rojos i els blancs, que va continuar fins després de la Guerra d'Hivern. La Guerra Civil i les expedicions d'activistes a la Unió Soviètica també van augmentar les tensions amb el gran veí de l'est.

## Finlàndia en el període d'entreguerres

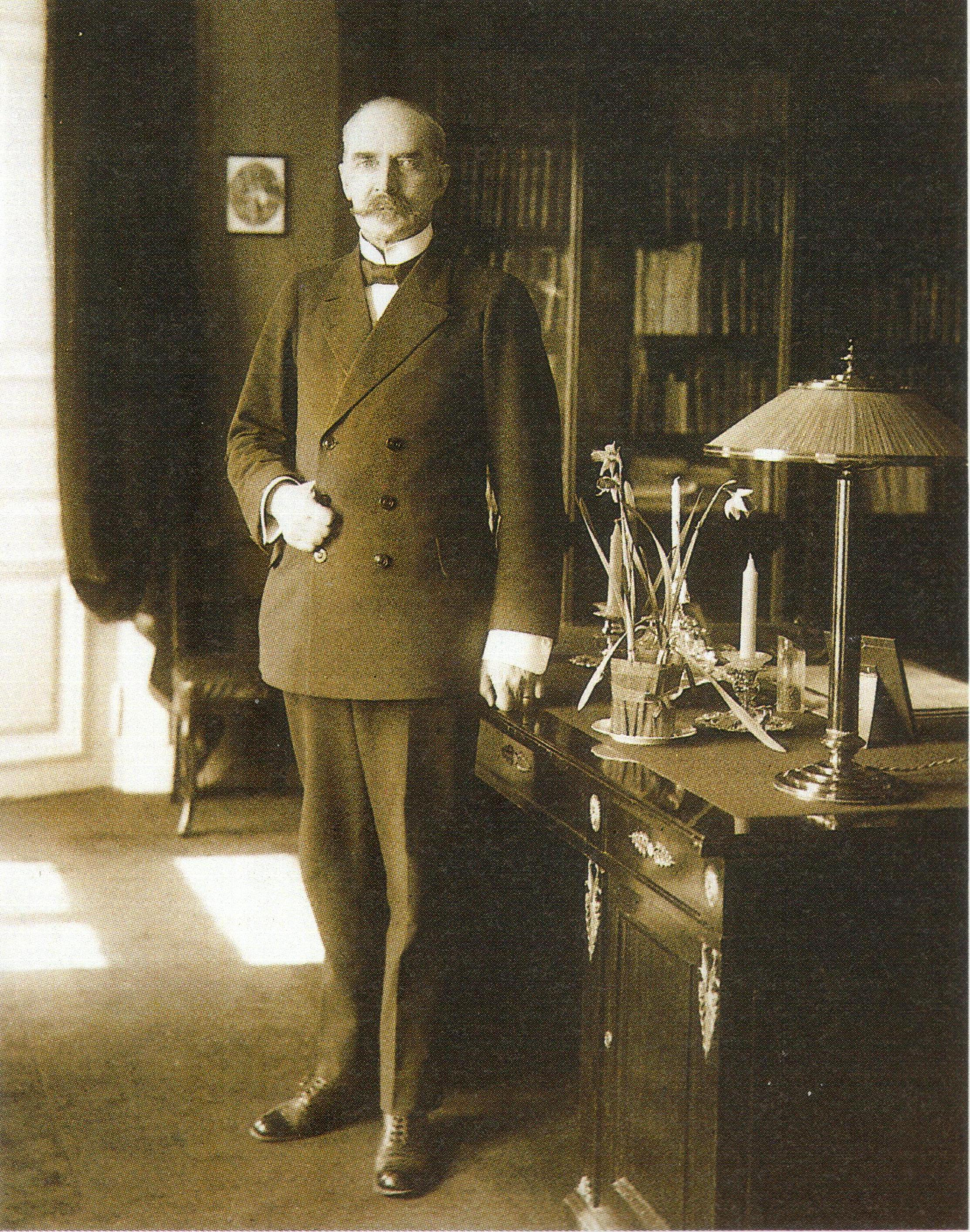
El president K. J. Ståhlberg al seu despatx el 1919.

Al final de la Guerra Civil, el parlament controlat pels blancs va decidir crear una monarquia constitucional anomenada Regne de Finlàndia, amb Frederic Carles de Hessen, un príncep alemany, com a rei. Tot i això, el final de la Guerra Mundial i la derrota d'Alemanya el novembre de 1918 van posar fi a aquest pla i Finlàndia es va convertir en una república, amb Kaarlo Juho Ståhlberg elegit com el seu primer president el 1919. Malgrat l'amarga guerra civil i les contínues tensions entre blancs i rojos, així com les amenaces periòdiques dels moviments feixistes, Finlàndia esdevingué així un estat constitucional democràtic i lliure. En canvi, la veïna Estònia va començar com una democràcia en circumstàncies similars, encara que sense guerra civil, però es va convertir en una dictadura el 1934.

### Reforma agrària i economia
A la dècada de 1920, Finlàndia va emprendre una reforma agrària a gran escala, i va dividir els enormes latifundis que fins aleshores havien pertangut a la noblesa i va vendre les terres a camperols ambiciosos. Això va tenir l'efecte secundari que els agricultors donessin suport, en gran manera, al govern. Prop del 70% de la població treballava a l'agricultura i el 10% a la indústria. Els principals mercats d'exportació eren Gran Bretanya i Alemanya.

### Diplomàcia
La recentment formada república aviat es va enfrontar a una disputa sobre les illes Åland, que eren majoritàriament de parla sueca i que pretenien tornar a Suècia. Tot i això, Finlàndia no estava disposada a cedir les illes, a les quals se'ls va oferir un estatut d'autonomia. Aquesta oferta no va satisfer els habitants de les illes, i la disputa sobre les illes Åland es va remetre a la Societat de Nacions perquè decidís. Es va decidir que Finlàndia mantindria la sobirania sobre les illes, però que es convertirien en una província autònoma. També significava que Finlàndia es comprometia a garantir el dret dels habitants de les illes a conservar el suec com a llengua, juntament amb la cultura tradicional i les tradicions locals de les illes. Alhora, es va redactar un tractat internacional que garantia la neutralitat de les illes Åland i que no es permetria la presència d'instal·lacions militars o tropes a les illes.

### Prohibició de l'alcohol
L'abús de l'alcohol té una llarga història, sobretot pel que fa al consum incontrolat i l'embriaguesa pública, que es va penalitzar el 1733. Al segle xix, els càstigs per aquest motiu es van fer cada cop més severs, sense, però, posar remei al problema. A poc a poc,. Finalment, el moviment a favor de l'abstinència total va créixer tant que el consum d'alcohol es va reduir a la meitat entre les dècades de 1880 i 1910, fet que va fer que Finlàndia tingués el consum d'alcohol més baix d'Europa. Quatre intents de legislar la prohibició de l'alcohol durant el Gran Ducat havien estat rebutjats pel tsar; ara que aquest havia estat enderrocat, Finlàndia va adoptar aquesta prohibició el 1919, cosa que va provocar un augment del contraban, i l'aplicació de la prohibició no va ser gaire sistemàtica. El nombre de condemnes per embriaguesa va augmentar un 500%, i la violència i la delinqüència en general també van augmentar. El suport popular a la prohibició va disminuir i es va celebrar un referèndum sobre la llei, amb un 70% de vots a favor de la seva abolició, que va tenir lloc a principis de 1932.

### Política
El sentiment nacionalista restant de la Guerra Civil es va convertir en el moviment protofeixista Lapua el 1929. Inicialment el moviment va obtenir un gran suport entre els finlandesos anticomunistes, però després d'un intent de cop fallit el 1932, va ser prohibit i els seus líders empresonats.

### Relacions amb la Unió Soviètica
Arran de la Guerra Civil es van produir molts incidents a la frontera entre Finlàndia i la Rússia soviètica, com l'expedició Aunus i el motí del porc. Les relacions entre tots dos països van millorar una mica després de la signatura del tractat de Tartu el 1920, que establia la frontera entre els països seguint aproximadament el límit històric, però atorgava Petsamo i els ports de la zona del mar de Barentsz a Finlàndia, fet que situava el país entre Noruega i Rússia.
Desenes de milers de finlandesos radicals, no només de Finlàndia sinó també dels Estats Units i Canadà, van seguir la crida de Stalin el 1923 per formar un nou soviet a la República Socialista Soviètica Autònoma de Carèlia (KASSR), que formava part de Rússia. La majoria van ser executats posteriorment durant les purgues de la dècada de 1930.
La Unió Soviètica va començar a endurir la seva política cap a Finlàndia a la dècada de 1930, en restringir la capacitat dels vaixells mercants finlandesos per navegar entre el llac Làdoga i el golf de Finlàndia, abans de tancar aquest comerç per complet el 1937.

## Finlàndia durant la Segona Guerra Mundial

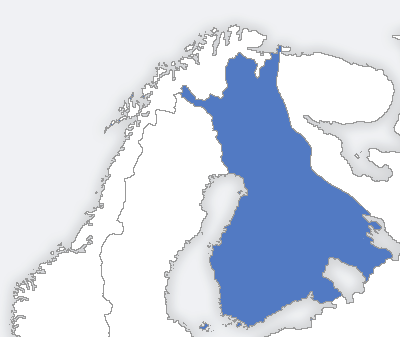
La zona més gran sota control finlandès durant la Segona Guerra Mundial

Durant la Segona Guerra Mundial, Finlàndia va lluitar dues vegades contra la Unió Soviètica: Primer a la Guerra d'Hivern de 1939-40, després que la Unió Soviètica ataqués el país, cosa que va provocar que Finlàndia perdés la Carèlia finlandesa, i de nou a la Guerra de Continuació de 1941-44 després de l'Operació Barba-roja, en què l'Alemanya nazi va envair la Unió Soviètica. Al principi de la Guerra de Continuació, Finlàndia va envair Carèlia Oriental amb el suport d'Alemanya en una acció llampec, però finalment la Unió Soviètica es va imposar, la qual cosa va provocar la pèrdua del Petsamo, únic port lliure de gel a l'hivern en aquella zona. Immediatament després del final de la Guerra de Continuació i de l'armistici de Moscou, els finlandesos van lliurar la Guerra de Lapònia (1944-45) contra els alemanys amb l'objectiu d'expulsar-los del nord de Finlàndia i tornar-los a la Noruega ocupada pels alemanys.
El 1939, l'Alemanya nazi i la Unió Soviètica van signar el Pacte Mólotov-Ribbentrop, que definia Finlàndia i els estats bàltics com a pertanyents a l'"esfera d'interès" de la Unió Soviètica. Després de la invasió alemanya de Polònia, la Unió Soviètica va enviar un ultimàtum als països bàltics, exigint que se'ls permetés construir bases militars al seu territori. Els Estats bàltics van acceptar les exigències soviètiques i van perdre la seva independència l'estiu del 1940. L'octubre del 1939, la Unió Soviètica va enviar una demanda similar a Finlàndia, però els finlandesos es van negar a posar terres o instal·lacions militars a disposició de l'Exèrcit Roig. Això va portar la Unió Soviètica a llançar una invasió militar de Finlàndia el 30 de novembre de 1939. Els líders soviètics van predir que Finlàndia seria conquerida en poques setmanes, però tot i que l'Exèrcit Roig era àmpliament superior en nombre de soldats, tancs, armes i avions, els finlandesos van aconseguir resistir durant tres mesos i mig, i fins i tot quan estaven gairebé esgotats de lluitar, les tropes soviètiques no van poder obtenir el control total del país. La Guerra d'Hivern va acabar el 13 de març del 1940 amb el tractat de pau de Moscou, que, entre altres coses, significava que els finlandesos havien de cedir l'istme de Carèlia a la Unió Soviètica. La Guerra d'Hivern va suposar una gran pèrdua de prestigi per a la Unió Soviètica, que a més va ser expulsada de la Societat de Nacions en considerar-se injustificat el seu atac a Finlàndia. De la seva banda, Finlàndia va rebre molta bona voluntat internacional i ajuda material de molts països durant la guerra.
Després de la Guerra d'Hivern, els soldats finlandesos estaven esgotats i necessitaven recuperar-se i rebre suport al més aviat possible. Els britànics es van negar a ajudar, però a la tardor del 1940 l'Alemanya nazi va oferir acords d'armes amb Finlàndia si el govern finlandès permetia que les tropes alemanyes passessin per Finlàndia cap a la Noruega ocupada. Finlàndia va acceptar, es van signar els acords d'armament i, el desembre del 1940, ambdós països van iniciar la cooperació militar.
El suport i la cooperació de Finlàndia amb l'Alemanya nazi va començar a l'hivern de 1940-41 i va suposar una simpatia molt menor d'altres països cap a la causa finlandesa. La situació no va millorar amb la Guerra de Continuació, en què els finlandesos no només van lluitar contra les tropes soviètiques al seu propi sòl, sinó que també van travessar la frontera cap a la Unió Soviètica, i van recuperar tant els territoris perduts de la Guerra d'Hivern com grans parts addicionals de Carèlia, amb el rerefons d'un desig irredemptista i nacionalista de crear una Gran Finlàndia mitjançant la incorporació de Carèlia Oriental, els habitants de la qual estaven culturalment emparentats amb els finlandesos, però eren de l'Església ortodoxa oriental. Aquesta invasió va portar la Gran Bretanya a declarar la guerra a Finlàndia el 6 de desembre del 1941.
A diferència de la majoria dels països sota influència soviètica, Finlàndia va aconseguir defensar la seva democràcia i evitar grans pèrdues de vides i béns. Tot i això, el país va ser castigat amb més severitat que altres aliats d'Alemanya i va haver de pagar importants reparacions, així com reaassentar una vuitena part dels seus habitants després de perdre una vuitena part de la seva superfície, inclosa Carèlia Oriental, un dels nuclis industrials del país amb la segona ciutat més gran, Víborg. Després de la guerra, la Unió Soviètica va traslladar a Carèlia Oriental un gran nombre de persones de diferents parts del país.
El govern finlandès no va participar en l'extermini sistemàtic dels jueus, tot i que va ser aliat d'Alemanya fins al 1944. En total, només vuit jueus alemanys van ser lliurats a les autoritats alemanyes. A la conferència de Teheran de 1942, els líders dels Aliats van acordar que Finlàndia estava lluitant en una guerra separada contra la Unió Soviètica, i que de cap manera era hostil als aliats occidentals. La Unió Soviètica era l'únic país aliat contra el qual Finlàndia havia dut a terme operacions militars. A diferència de qualsevol de les nacions de l'Eix, Finlàndia va ser una democràcia parlamentària durant el període 1939-1945. El comandant de les forces armades finlandeses durant la Guerra d'Hivern i la Guerra de Continuació, Carl Gustaf Emil Mannerheim, es va convertir en el president de Finlàndia després de la guerra. Finlàndia va signar un acord de pau separat amb la Unió Soviètica el 19 de setembre de 1944, i es va convertir en l'únic país europeu (juntament amb Noruega) que limitava amb la Unió Soviètica i va conservar la seva llibertat després de la guerra.
Durant i entre les dues guerres, uns 80.000 nens de la guerra finlandesos van ser evacuats i enviats a l'estranger: el 5% a Noruega, el 10% a Dinamarca i la resta a Suècia. La majoria d'aquests nens finlandesos van tornar a casa el 1948, però entre el 15 i el 20% es van quedar al país on havien estat evacuats.

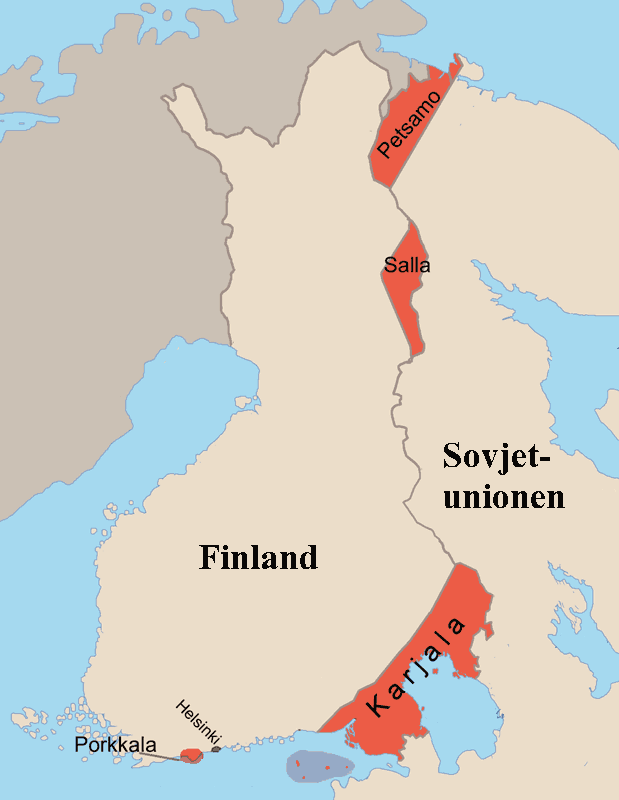
Finlàndia va haver de cedir els territoris taronja-vermell a la Unió Soviètica en l'armistici de Moscou el 1944.

L'armistici de Moscou es va signar entre Finlàndia d'una banda i la Unió Soviètica i la Gran Bretanya de l'altra el 19 de setembre de 1944, al final de la Guerra de Continuació. Una de les condicions de l'acord era que Finlàndia havia d'expulsar les tropes alemanyes del seu territori, cosa que va provocar la guerra de Lapònia el 1944-45.
El 1947, Finlàndia va rebutjar a contracor l'ajuda del pla Marshall dels Estats Units per mantenir bones relacions amb la Unió Soviètica i assegurar la seva independència.No obstant això, els Estats Units van proporcionar en secret ajuda al desenvolupament i suport financer a la socialdemocràcia no comunista. A més, les noves oportunitats comercials amb potències occidentals com la Gran Bretanya i les reparacions a la Unió Soviètica es van convertir en el teló de fons del desenvolupament de Finlàndia, que va passar de ser un país predominantment agrícola a una nació industrialitzada. Després de pagar les reparacions, Finlàndia va continuar cooperant amb la Unió Soviètica en forma de comerç bilateral.
El paper de Finlàndia a la Segona Guerra Mundial va ser inusual en diversos aspectes. Malgrat la seva aclaparadora superioritat militar, la Unió Soviètica no va poder conquerir Finlàndia quan la va envair, per primer cop, el 1939. A finals de 1940 va començar la cooperació germanofinlandesa; va prendre una forma única en comparació amb les relacions amb l'Eix. Finlàndia va signar el Pacte Anti-Komintern, cosa que convertia Finlàndia en un aliat d'Alemanya en la guerra contra la Unió Soviètica. Però, a diferència de tots els altres estats de l'Eix, Finlàndia mai no va signar el Pacte Tripartit, de manera que Finlàndia mai va ser de jure un estat de lEix.

## La postguerra

### La neutralitat durant la Guerra Freda
Finlàndia va mantenir una constitució democràtica i una economia lliure durant el període de la Guerra Freda. Els tractats signats el 1947 i 1948 amb la Unió Soviètica incloïen obligacions i restriccions per a Finlàndia, així com concessions territorials. El tractat de pau de París (1947) limitava la mida i la naturalesa de les forces armades de Finlàndia. Les armes havien de ser únicament defensives. La intensificació de les tensions de postguerra va conduir un any més tard al Tractat d'Amistat, Cooperació i Assistència Mútua (1948) amb la Unió Soviètica. Aquest últim, en particular, va ser la base de les relacions fino-soviètiques a la postguerra. Segons els termes del tractat, Finlàndia estava obligada a consultar els soviètics i potser a acceptar la seva ajuda si semblava probable un atac d'Alemanya, o de països aliats d'Alemanya. El tractat prescrivia consultes entre els dos països, però no tenia cap mecanisme per a la intervenció automàtica dels soviètics en un moment de crisi.Finlàndia va derogar aquests dos acords després de la dissolució de la Unió Soviètica el 1991, però es va abstenir de canviar les fronteres. Tot i que ser veí de la Unió Soviètica de vegades va provocar una preocupació excessiva en política exterior (la qual cosa va donar lloc a la paraula "finlandització ", que ara s'utilitza en contextos més amplis), Finlàndia va desenvolupar una cooperació més estreta amb els altres països nòrdics. i es va declarar neutral en la política de superpotències.
El president finlandès de la postguerra, Juho Kusti Paasikivi, un destacat polític conservador, va veure que un element essencial de la política exterior finlandesa havia de ser una garantia creïble per a la Unió Soviètica que no hauria de tenir por d'atacs des o a través del territori finlandès. Com que una política de neutralitat era un component polític d'aquesta garantia, Finlàndia no s'aliaria amb ningú. Un altre aspecte de la garantia era que les defenses finlandeses havien de ser prou fortes per defensar el territori de la nació. Aquesta política va continuar sent el nucli de les relacions exteriors de Finlàndia durant la resta de l'era de la Guerra Freda.
El 1952, el Consell Nòrdic va establir una unió de passaports que permetia als habitants dels països nòrdics creuar les seves fronteres sense necessitat de passaport, i poc després la cooperació es va ampliar per permetre als nòrdics treballar i obtenir prestacions socials en altres països. Molts finlandesos van aprofitar aquesta oportunitat per aconseguir llocs de treball més ben pagats, sobretot a Suècia als anys 50 i 60, per la qual cosa van constituir el gruix de la primera onada d'immigració a Suècia a la postguerra. Tot i que els salaris i el nivell de vida dels finlandesos no van poder competir amb els de la rica Suècia fins a la dècada del 1970, l'economia finlandesa va millorar notablement després de la Segona Guerra Mundial, fet que va conduir a la construcció d'un nou estat del benestar nòrdic.
Malgrat participar en la unió de passaports amb Dinamarca, Suècia, Noruega i Islàndia, Finlàndia no es va unir al Consell Nòrdic fins al 1955 pel temor soviètic que es vinculés massa a Occident. En aquell moment, la Unió Soviètica considerava que el Consell Nòrdic formava part de l'OTAN, de la qual eren membres Dinamarca, Noruega i Islàndia. Aquell mateix any, Finlàndia es va incorporar a les Nacions Unides, on fins aleshores només havia estat associada a algunes de les agències especialitzades de l'ONU. Un altre esdeveniment notable el 1955 va ser la decisió de la Unió Soviètica de tornar a Finlàndia la península de Porkkala, que havia arrendat a la Unió Soviètica durant 50 anys a partir del 1948 per utilitzar-la com a base militar soviètica, cosa que posava en perill en certa manera la sobirania i neutralitat de Finlàndia.

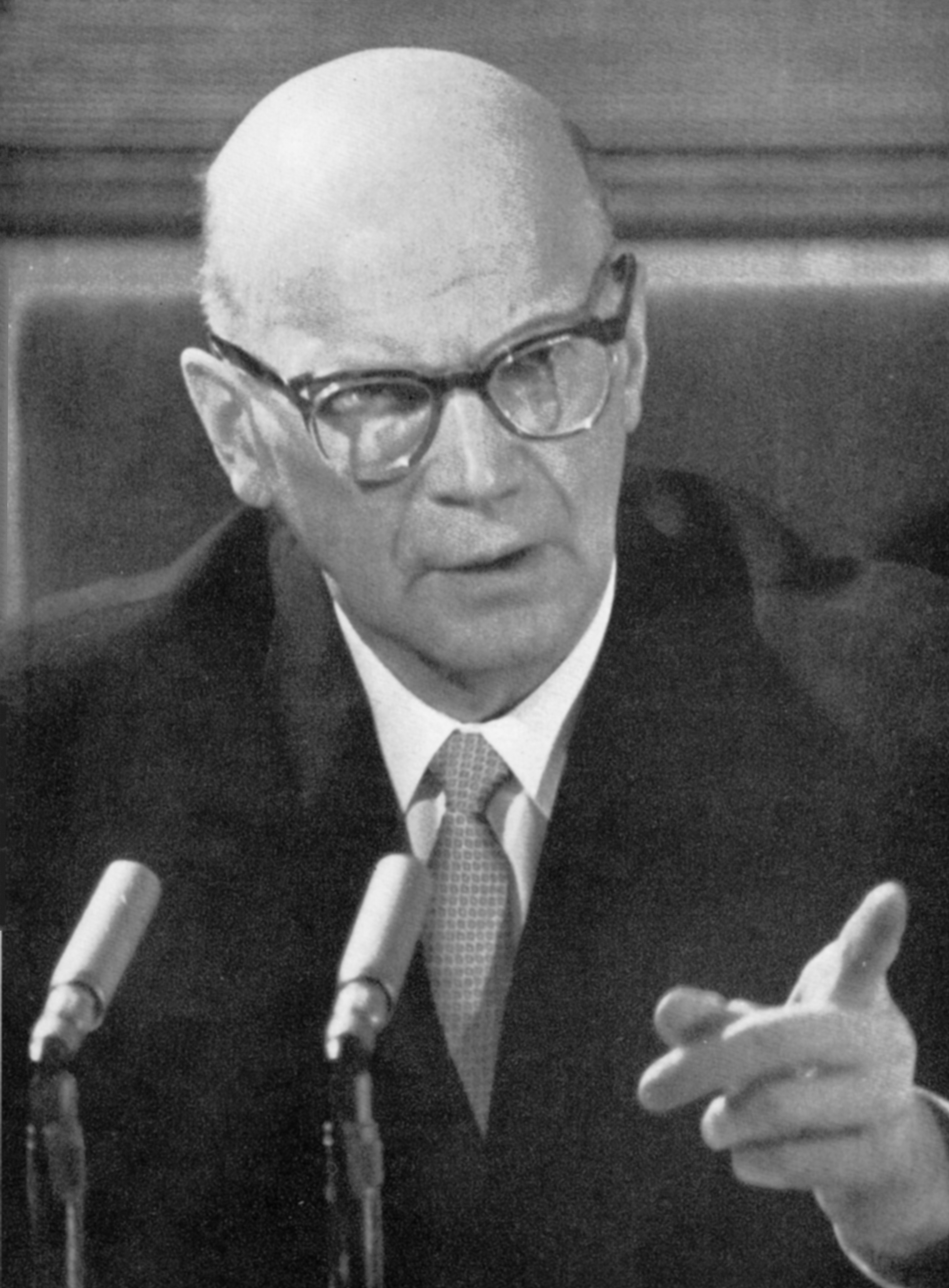
Urho Kekkonen, president de Finlàndia entre 1956 i 1982

Finlàndia es va convertir en membre associat de l'AELC el 1961 i en membre de ple dret el 1986. També tenia acords comercials tant amb la Comunitat Europea com amb el Bloc de l'Est. La primera Conferència sobre la Seguretat i la Cooperació a Europa (CSCE), que va donar lloc a la creació de l'OSCE, es va celebrar a Finlàndia el 1972 i el 1973. La CSCE va ser considerada a Finlàndia com un possible mitjà per alleujar les tensions de la Guerra Freda i un triomf personal del president Urho Kekkonen.
Finlàndia, que oficialment afirmava ser neutral, es trobava en una zona grisa entre els països occidentals i la Unió Soviètica. El tractat fino-soviètic de 1948 atorgava a la Unió Soviètica certa influència en la política interior finlandesa. No obstant això, a diferència de gairebé tots els altres països fronterers amb la Unió Soviètica, Finlàndia va mantenir el capitalisme, per la qual cosa els drets de propietat eren una condició bàsica. Mentre que a França i la Gran Bretanya es van formar comitès de nacionalització, per exemple, Finlàndia va evitar la nacionalització. Després d'intentar sense èxit el proteccionisme als anys 50, Finlàndia va alleujar les restriccions i es va comprometre amb una sèrie d'acords internacionals de lliure comerç: primer una pertinença associada a l'Associació Europea de Lliure Comerç el 1961 (membre de ple dret el 1986) i també un acord amb la Comunitat Europea el 1973. Les oportunitats educatives locals van augmentar, mentre que un nombre creixent de finlandesos sortia a l'estranger per estudiar als Estats Units i altres països occidentals, i retornava portant coneixements avançats. La cooperació en matèria de crèdit i inversió entre l'Estat i les empreses era força comuna, encara que hi havia una certa desconfiança. El suport al capitalisme era generalitzat. Els tipus d'interès dels dipòsits es van mantenir entre els més alts del món, al voltant del 8%, fins als anys vuitanta. A principis dels anys 70, el PIB de Finlàndia va assolir el nivell del Japó i la Gran Bretanya. El desenvolupament econòmic de Finlàndia comparteix moltes característiques amb els països asiàtics orientats a l'exportació.

### Societat i estat del benestar
Abans de 1940, Finlàndia era un país pobre de treballadors rurals i urbans i de pagesos lliures. Hi havia una petita classe mitjana que treballava majoritàriament com a funcionaris o en petites empreses locals. Fins a l'any 1950, la meitat dels treballadors treballaven al camp, mentre que només un terç vivia a les ciutats. Els nous llocs de treball a la indústria, els serveis i el comerç aviat van atraure la gent a les ciutats. El nombre mitjà de fills per dona va baixar des del pic del baby boom de 3,5 el 1947 a 1,5 el 1973.Quan els baby boomers van entrar al mercat de treball, l'economia no va generar llocs de treball prou ràpid i centenars de milers van emigrar a la més industrialitzada Suècia, on l'emigració va arribar al punt màxim el 1969 i 1970; a la Suècia actual, hi ha al voltant d'un 4,7% de finlandesos.El 1952, els Jocs Olímpics van atreure molts visitants de tot el món al país, i els Jocs van ser l'exemple més brillant del país fins ara de la seva posició en l'escenari internacional.
A la dècada del 1990, gairebé no quedaven treballadors agrícoles a Finlàndia, per la qual cosa només quedaven petites explotacions al camp. Al canvi de mil·lenni, l'estructura social incloïa una classe obrera políticament activa, una classe mitjana formada principalment per oficinistes i un grup superior de directius, empresaris i persones amb un alt nivell educatiu. No hi havia límits socials entre aquests grups. Entre les raons dels canvis hi ha l'augment de la cultura de masses, les normes internacionals, la mobilitat social i l'acceptació de la democràcia i la igualtat, que són algunes de les característiques d'un estat de benestar.
El generós sistema de prestacions socials va sorgir després d'un llarg procés de debat, negociació i maniobres entre progressistes orientats a l'eficiència. d'una banda, i socialdemòcrates i sindicats de l'altra Un sistema obligatori proporciona una assegurança de vellesa i invalidesa, amb fons pagats principalment pels treballadors. L'Estat paga un subsidi en cas de desocupació i maternitat, concedeix subsidis familiars i paga les escoles bressol. L'assegurança mèdica cobreix la major part del cost de l'atenció ambulatòria. La llei nacional de salut de 1972 preveia l'establiment de centres de salut gratuïts a cada municipi.Hi va haver retallades importants a principis de la dècada de 1990, però es van distribuir per minimitzar el dany a la gran majoria dels votants.

### Economia
La postguerra va ser una època de ràpid creixement econòmic i d'estabilitat social i política creixent per a Finlàndia. Les cinc dècades posteriors a la Segona Guerra Mundial van veure com Finlàndia passava de ser una societat agrària devastada per la guerra, a un dels països tecnològicament més avançats del món, amb una sofisticada economia de mercat i un alt nivell de vida
El 1991 el país es va veure afectat per una depressió, causada per una combinació de sobreescalfament econòmic, tipus de canvi fix, mercats occidentals, soviètics i locals deprimits. El mercat de valors i els preus de l'habitatge van caure un 50%. El creixement de la dècada del 1980 s'havia basat en el deute i els impagaments van començar a augmentar. El PIB va disminuir un 15% i l'atur va passar de la pràcticament plena ocupació a una cinquena part de la població activa. La crisi es va veure amplificada per l'oposició inicial dels sindicats a qualsevol reforma. Els polítics es van esforçar per retallar la despesa, i el deute públic va augmentar fins al 60% del PIB. Entre el 7 i el 8% del PIB es va gastar a rescatar els bancs amb problemes i a obligar el sector financer a consolidar-se.Després d'una devaluació, la situació econòmica va tocar fons el 1993.

## Història recent
Des de la crisi de principis de la dècada del 1990, la taxa de creixement del PIB ha estat una de les més altes dels països de l'OCDE i Finlàndia ha superat molts indicadors de rendiment nacional.
Fins al 1991, el president Mauno Koivisto i dos dels tres partits principals, el Partit del Centre i els socialdemòcrates, s'oposaven a la idea d'adhesió a la Unió Europea i van preferir entrar en el tractat de l'Espai Econòmic Europeu. Tanmateix, després que Suècia presentés la seva sol·licitud d'adhesió el 1991 i la Unió Soviètica es dissolgués a finals d'any, Finlàndia va presentar la seva pròpia sol·licitud a la UE el març de 1992. El procés d'adhesió va estar marcat per un fort debat públic, on les diferències d'opinió no seguien les línies del partit. Oficialment, els tres partits principals donaven suport a l'adhesió a la Unió, però membres de tots els partits van participar en la campanya contra l'adhesió. Abans de la decisió parlamentària d'adherir-se a la UE, es va celebrar un referèndum consultiu el 16 d'abril de 1994 en el qual el 56,9% dels vots van ser favorables a l'adhesió. El procés d'adhesió es va completar l'1 de gener de 1995, quan Finlàndia es va unir a la Unió Europea juntament amb Àustria i Suècia. La tasca de fer entrar Finlàndia a la UE es considera una de les grans victòries del govern de centre-conservador liderat per Esko Aho, que era primer ministre aleshores
En política econòmica, la pertinença a la UE va comportar molts grans canvis. En el passat, els polítics estaven involucrats en la fixació del tipus d'interès central, però ara el banc central va rebre l'encàrrec de determinar-lo fins que Finlàndia es va incorporar a la zona euro. Durant els dos governs successius del primer ministre Paavo Lipponen (1995–2003), diverses grans empreses estatals van ser privatitzades totalment o parcialment. Els dos gabinets de Matti Vanhanen van continuar pel mateix camí fins a la tardor de 2008, quan l'estat es va convertir en un accionista important de l'empresa finlandesa de telecomunicacions Elisa, per tal de garantir la propietat finlandesa d'una àrea d'importància estratègica.
A més de la ràpida integració a la UE, la seguretat davant la influència russa s'ha vist reforçada per la creació d'un exèrcit totalment similar al de l'OTAN, 1000 dels efectius dels quals (un nombre relativament alt en comparació amb la població d'altres països)) estan compromesos constantment en operacions de l'OTAN i de l'ONU. Finlàndia ha frenat els projectes energètics que han augmentat la necessitat d'importacions de Rússia. Alhora, Finlàndia continua sent un dels pocs països d'Europa que no és membre de l'OTAN, i no sembla que hi hagi una majoria a favor de canviar aquesta situació tret que Suècia també s'hi incorpori.
En els darrers anys, la població de Finlàndia ha envellit, degut en part a una taxa de natalitat anual de 10,42 naixements per cada 1.000 habitants. Amb una edat mitjana de 42,5 anys, Finlàndia té una de les poblacions més envellides del món.